# ATP Challenger Tour 2021
L'ATP Challenger Tour 2021 è stata una serie di tornei internazionali maschili studiati per consentire a giocatori di seconda fascia di acquisire un ranking sufficiente per accedere ai tabelloni principali dei tornei dell'ATP Tour. Erano previsti tornei con montepremi minimo da 36 680 $ fino a un massimo di 156 240 $. È stata la quarantaquattresima edizione del circuito di seconda fascia del tennis professionistico, la tredicesima sotto il nome Challenger Tour.

## Calendario

### Gennaio
| Settimana  | Torneo | Campione                                              | Finalista                                | Semifinalisti                    | Eliminati ai quarti                                                         |
| ---------- | --- | ----------------------------------------------------- | ---------------------------------------- | -------------------------------- | --------------------------------------------------------------------------- |
| 4 gennaio  | Nessun torneo previsto | Nessun torneo previsto                                | Nessun torneo previsto                   | Nessun torneo previsto           | Nessun torneo previsto                                                      |
| 11 gennaio | Nessun torneo previsto | Nessun torneo previsto                                | Nessun torneo previsto                   | Nessun torneo previsto           | Nessun torneo previsto                                                      |
| 18 gennaio | Istanbul Indoor Challenger Istanbul, Turchia Challenger 125 – 132 280 € Cemento (i) – 32S/16Q/16D Singolare - Doppio        | Arthur Rinderknech 4–6, 7–6(1), 7–6(3)                | Benjamin Bonzi                           | Jozef Kovalík Mohamed Safwat     | Ergi Kırkın Marc-Andrea Hüsler Antoine Hoang Gō Soeda                       |
| 18 gennaio | Istanbul Indoor Challenger Istanbul, Turchia Challenger 125 – 132 280 € Cemento (i) – 32S/16Q/16D Singolare - Doppio        | André Göransson David Pel 4–6, 6–3, [10–8]            | Lloyd Glasspool Harri Heliövaara         | Jozef Kovalík Mohamed Safwat     | Ergi Kırkın Marc-Andrea Hüsler Antoine Hoang Gō Soeda                       |
| 25 gennaio | Open Quimper Bretagne Occidentale I Quimper, Francia Challenger 100 – 88 520 € Cemento (i) – 32S/16Q/16D Singolare - Doppio | Sebastian Korda 6–1, 6–1                              | Filip Horanský                           | Brandon Nakashima Benjamin Bonzi | Kacper Żuk Constant Lestienne Illja Marčenko Enzo Couacaud                  |
| 25 gennaio | Open Quimper Bretagne Occidentale I Quimper, Francia Challenger 100 – 88 520 € Cemento (i) – 32S/16Q/16D Singolare - Doppio | Grégoire Barrère Albano Olivetti 5–7, 7–6(7), [10–8]  | James Cerretani Marc-Andrea Hüsler       | Brandon Nakashima Benjamin Bonzi | Kacper Żuk Constant Lestienne Illja Marčenko Enzo Couacaud                  |
| 25 gennaio | Club Megasaray Open I Adalia, Turchia Challenger 80 – 44 820 € Terra rossa – 32S/16Q/16D Singolare - Doppio                 | Jaume Munar 6(7)–7, 6–2, 6–2                          | Lorenzo Musetti                          | Tommy Robredo Cem İlkel          | Alessandro Giannessi Duje Ajduković Tomás Martín Etcheverry Akira Santillan |
| 25 gennaio | Club Megasaray Open I Adalia, Turchia Challenger 80 – 44 820 € Terra rossa – 32S/16Q/16D Singolare - Doppio                 | Denys Molčanov Oleksandr Nedovjesov 3–6, 6–4, [18–16] | Luis David Martínez David Vega Hernández | Tommy Robredo Cem İlkel          | Alessandro Giannessi Duje Ajduković Tomás Martín Etcheverry Akira Santillan |

### Febbraio
| Settimana   | Torneo | Campione                                                  | Finalista                             | Semifinalisti                                | Eliminati ai quarti                                                 |
| ----------- | --- | --------------------------------------------------------- | ------------------------------------- | -------------------------------------------- | ------------------------------------------------------------------- |
| 1º febbraio | Open Quimper Bretagne Occidentale II Quimper, Francia Challenger 80 – 44 820 € Cemento (i) – 32S/16Q/16D Singolare - Doppio | Brandon Nakashima 6–3, 6–4                                | Bernabé Zapata Miralles               | Lukáš Lacko Peter Gojowczyk                  | Maximilian Marterer Federico Gaio Maxime Janvier Tobias Kamke       |
| 1º febbraio | Open Quimper Bretagne Occidentale II Quimper, Francia Challenger 80 – 44 820 € Cemento (i) – 32S/16Q/16D Singolare - Doppio | Ruben Bemelmans Daniel Masur 6–2, 6–1                     | Brandon Nakashima Hunter Reese        | Lukáš Lacko Peter Gojowczyk                  | Maximilian Marterer Federico Gaio Maxime Janvier Tobias Kamke       |
| 1º febbraio | Club Megasaray Open II Adalia, Turchia Challenger 80 – 44 820 € Terra rossa – 32S/16Q/16D Singolare - Doppio                | Carlos Taberner 6–4, 6–1                                  | Jaume Munar                           | Tomás Martín Etcheverry Alessandro Giannessi | Facundo Bagnis Leonardo Mayer Alejandro Tabilo Jozef Kovalík        |
| 1º febbraio | Club Megasaray Open II Adalia, Turchia Challenger 80 – 44 820 € Terra rossa – 32S/16Q/16D Singolare - Doppio                | Denys Molčanov Oleksandr Nedovjesov 6–4, 7–6(2)           | Robert Galloway Alex Lawson           | Tomás Martín Etcheverry Alessandro Giannessi | Facundo Bagnis Leonardo Mayer Alejandro Tabilo Jozef Kovalík        |
| 8 febbraio  | Challenger Cherbourg-La Manche Cherbourg, Francia Challenger 100 – 88 520 € Cemento (i) – 32S/16Q/16D Singolare - Doppio    | Ruben Bemelmans 6–4, 6–4                                  | Lukáš Rosol                           | Arthur Rinderknech Hugo Gaston               | Michael Geerts Constant Lestienne Lukáš Klein Kacper Żuk            |
| 8 febbraio  | Challenger Cherbourg-La Manche Cherbourg, Francia Challenger 100 – 88 520 € Cemento (i) – 32S/16Q/16D Singolare - Doppio    | Lukáš Klein Alex Molčan 1–6, 7–5, [10–6]                  | Antoine Hoang Albano Olivetti         | Arthur Rinderknech Hugo Gaston               | Michael Geerts Constant Lestienne Lukáš Klein Kacper Żuk            |
| 8 febbraio  | PotchOpen I Potchefstroom, Sudafrica Challenger 80 – 52 080 $ Cemento – 32S/16Q/16D Singolare - Doppio                      | Benjamin Bonzi 7–5, 6–4                                   | Liam Broady                           | Cem İlkel Nick Chappell                      | Dimitar Kuzmanov Tseng Chun-hsin Peter Polansky Mirza Bašić         |
| 8 febbraio  | PotchOpen I Potchefstroom, Sudafrica Challenger 80 – 52 080 $ Cemento – 32S/16Q/16D Singolare - Doppio                      | Marc-Andrea Hüsler Zdeněk Kolář 6–4, 2–6, [10–4]          | Peter Polansky Brayden Schnur         | Cem İlkel Nick Chappell                      | Dimitar Kuzmanov Tseng Chun-hsin Peter Polansky Mirza Bašić         |
| 8 febbraio  | Biella Challenger Indoor I Biella, Italia Challenger 80 – 44 820 € Cemento (i) – 32S/16Q/16D Singolare - Doppio             | Illja Marčenko 6–2, 6–4                                   | Andy Murray                           | Mathias Bourgue Federico Gaio                | Blaž Rola Matthias Bachinger Lorenzo Giustino Daniel Masur          |
| 8 febbraio  | Biella Challenger Indoor I Biella, Italia Challenger 80 – 44 820 € Cemento (i) – 32S/16Q/16D Singolare - Doppio             | Luis David Martínez David Vega Hernández 6–4, 3–6, [10–8] | Szymon Walków Jan Zieliński           | Mathias Bourgue Federico Gaio                | Blaž Rola Matthias Bachinger Lorenzo Giustino Daniel Masur          |
| 15 febbraio | Biella Challenger Indoor II Biella, Italia Challenger 125 – 132 280 € Cemento (i) – 32S/16Q/16D Singolare - Doppio          | Kwon Soon-woo 6–2, 6–3                                    | Lorenzo Musetti                       | Evgenij Donskoj Andreas Seppi                | Yannick Maden Federico Gaio Ernests Gulbis Illja Marčenko           |
| 15 febbraio | Biella Challenger Indoor II Biella, Italia Challenger 125 – 132 280 € Cemento (i) – 32S/16Q/16D Singolare - Doppio          | Hugo Nys Tim Pütz 7–6(4), 6–3                             | Lloyd Glasspool Harri Heliövaara      | Evgenij Donskoj Andreas Seppi                | Yannick Maden Federico Gaio Ernests Gulbis Illja Marčenko           |
| 15 febbraio | Challenger Concepción Concepción, Cile Challenger 80 – 52 080 $ Terra rossa – 32S/16Q/16D Singolare - Doppio                | Sebastián Báez 6–3, 6(5)–7, 7–6(5)                        | Francisco Cerúndolo                   | Andrej Martin Alejandro Tabilo               | Daniel Altmaier Hugo Dellien Thiago Seyboth Wild Federico Coria     |
| 15 febbraio | Challenger Concepción Concepción, Cile Challenger 80 – 52 080 $ Terra rossa – 32S/16Q/16D Singolare - Doppio                | Orlando Luz Rafael Matos 7–5, 6–4                         | Sergio Galdós Diego Hidalgo           | Andrej Martin Alejandro Tabilo               | Daniel Altmaier Hugo Dellien Thiago Seyboth Wild Federico Coria     |
| 15 febbraio | PotchOpen II Potchefstroom, Sudafrica Challenger 80 – 52 080 $ Cemento – 32S/16Q/16D Singolare - Doppio                     | Jenson Brooksby 2–6, 6–3, 6–0                             | Tejmuraz Gabašvili                    | Lucas Miedler Liam Broady                    | Akira Santillan Adrián Menéndez Maceiras Dimitar Kuzmanov Cem İlkel |
| 15 febbraio | PotchOpen II Potchefstroom, Sudafrica Challenger 80 – 52 080 $ Cemento – 32S/16Q/16D Singolare - Doppio                     | Raven Klaasen Ruan Roelofse 6-4, 6-4                      | Julien Cagnina Zdeněk Kolář           | Lucas Miedler Liam Broady                    | Akira Santillan Adrián Menéndez Maceiras Dimitar Kuzmanov Cem İlkel |
| 22 febbraio | Nur-Sultan Challenger I Nur-Sultan, Kazakistan Challenger 100 – 104 160 $ Cemento (i) – 32S/16Q/16D Singolare - Doppio      | Mackenzie McDonald 6-1, 6-2                               | Jurij Rodionov                        | Henri Laaksonen Prajnesh Gunneswaran         | Frederico Ferreira Silva Kacper Żuk Martin Kližan Tomáš Macháč      |
| 22 febbraio | Nur-Sultan Challenger I Nur-Sultan, Kazakistan Challenger 100 – 104 160 $ Cemento (i) – 32S/16Q/16D Singolare - Doppio      | Denys Molčanov Oleksandr Nedovjesov 6–4, 6–4              | Nathan Pasha Max Schnur               | Henri Laaksonen Prajnesh Gunneswaran         | Frederico Ferreira Silva Kacper Żuk Martin Kližan Tomáš Macháč      |
| 22 febbraio | Gran Canaria Challenger I Las Palmas, Spagna Challenger 80 – 44 820 € Terra rossa – 32S/16Q/16D Singolare - Doppio          | Enzo Couacaud 7–6(5), 7–6(3)                              | Steven Diez                           | Alex Molčan Nikola Milojević                 | Filip Horanský Riccardo Bonadio Andrea Pellegrino Marco Trungelliti |
| 22 febbraio | Gran Canaria Challenger I Las Palmas, Spagna Challenger 80 – 44 820 € Terra rossa – 32S/16Q/16D Singolare - Doppio          | Lloyd Glasspool Harri Heliövaara 7–5, 6–1                 | Kimmer Coppejans Sergio Martos Gornés | Alex Molčan Nikola Milojević                 | Filip Horanský Riccardo Bonadio Andrea Pellegrino Marco Trungelliti |

### Marzo
| Settimana | Torneo | Campione                                             | Finalista                                   | Semifinalisti                               | Eliminati ai quarti                                                   |
| --------- | --- | ---------------------------------------------------- | ------------------------------------------- | ------------------------------------------- | --------------------------------------------------------------------- |
| 1º marzo  | Nur-Sultan Challenger II Nur-Sultan, Kazakistan Challenger 125 – 156 240 $ Cemento (i) – 32S/16Q/16D Singolare - Doppio    | Tomáš Macháč 4–6, 6–4, 6–4                           | Sebastian Ofner                             | Prajnesh Gunneswaran Tarō Daniel            | Kwon Soon-woo James Duckworth Frederico Ferreira Silva Wu Tung-lin    |
| 1º marzo  | Nur-Sultan Challenger II Nur-Sultan, Kazakistan Challenger 125 – 156 240 $ Cemento (i) – 32S/16Q/16D Singolare - Doppio    | Nathaniel Lammons Jackson Withrow 6–4, 6–2           | Nathan Pasha Max Schnur                     | Prajnesh Gunneswaran Tarō Daniel            | Kwon Soon-woo James Duckworth Frederico Ferreira Silva Wu Tung-lin    |
| 1º marzo  | Gran Canaria Challenger II Las Palmas, Spagna Challenger 80 – 44 820 € Terra rossa – 32S/16Q/16D Singolare - Doppio        | Carlos Gimeno Valero 6–4, 6–2                        | Kimmer Coppejans                            | Eduard Esteve Lobato Blaž Kavčič            | Marco Trungelliti Giulio Zeppieri Alex Molčan Alessandro Giannessi    |
| 1º marzo  | Gran Canaria Challenger II Las Palmas, Spagna Challenger 80 – 44 820 € Terra rossa – 32S/16Q/16D Singolare - Doppio        | Enzo Couacaud Manuel Guinard 6–1, 6–4                | Javier Barranco Cosano Eduard Esteve Lobato | Eduard Esteve Lobato Blaž Kavčič            | Marco Trungelliti Giulio Zeppieri Alex Molčan Alessandro Giannessi    |
| 1º marzo  | St. Petersburg Challenger I San Pietroburgo, Russia Challenger 50 – 36 680 $ Cemento (i) – 32S/16Q/16D Singolare - Doppio  | Zizou Bergs 6–4, 3–6, 6–4                            | Altuğ Çelikbilek                            | Artem Dubrivnyy Vít Kopřiva                 | Jesper de Jong Andrej Kuznecov Lucas Catarina Cem İlkel               |
| 1º marzo  | St. Petersburg Challenger I San Pietroburgo, Russia Challenger 50 – 36 680 $ Cemento (i) – 32S/16Q/16D Singolare - Doppio  | Christopher Eubanks Roberto Quiroz 6–4, 6–3          | Jesper de Jong Sem Verbeek                  | Artem Dubrivnyy Vít Kopřiva                 | Jesper de Jong Andrej Kuznecov Lucas Catarina Cem İlkel               |
| 8 marzo   | St. Petersburg Challenger II San Pietroburgo, Russia Challenger 80 – 52 080 $ Cemento (i) – 32S/16Q/16D Singolare - Doppio | Evgenii Tiurnev 6–4, 6–2                             | Kacper Żuk                                  | Marius Copil Jiří Lehečka                   | Mirza Bašić Christopher Eubanks Jack Sock Dmitry Popko                |
| 8 marzo   | St. Petersburg Challenger II San Pietroburgo, Russia Challenger 80 – 52 080 $ Cemento (i) – 32S/16Q/16D Singolare - Doppio | Jesper de Jong Sem Verbeek 6–1, 3–6, [10–5]          | Konstantin Kravčuk Denis Yevseyev           | Marius Copil Jiří Lehečka                   | Mirza Bašić Christopher Eubanks Jack Sock Dmitry Popko                |
| 8 marzo   | Biella Challenger Indoor III Biella, Italia Challenger 80 – 44 820 € Cemento (i) – 32S/16Q/16D Singolare - Doppio          | Andreas Seppi 6–2, 6–1                               | Liam Broady                                 | Illja Marčenko Robin Haase                  | Jonáš Forejtek Jurij Rodionov Brayden Schnur Peter Gojowczyk          |
| 8 marzo   | Biella Challenger Indoor III Biella, Italia Challenger 80 – 44 820 € Cemento (i) – 32S/16Q/16D Singolare - Doppio          | Quentin Halys Tristan Lamasine 6–1, 2–0 rit.         | Denys Molčanov Serhij Stachovs'kyj          | Illja Marčenko Robin Haase                  | Jonáš Forejtek Jurij Rodionov Brayden Schnur Peter Gojowczyk          |
| 15 marzo  | Biella Challenger Indoor IV Biella, Italia Challenger 80 – 44 820 € Cemento (i) – 32S/16Q/16D Singolare - Doppio           | Daniel Masur 6–3, 6(8)–7, 7–5                        | Matthias Bachinger                          | Illja Marčenko Benjamin Bonzi               | Grégoire Barrère Serhij Stachovs'kyj Sebastian Ofner Mathias Bourgue  |
| 15 marzo  | Biella Challenger Indoor IV Biella, Italia Challenger 80 – 44 820 € Cemento (i) – 32S/16Q/16D Singolare - Doppio           | Lloyd Glasspool Matt Reid 6–3, 6–4                   | Denys Molčanov Serhij Stachovs'kyj          | Illja Marčenko Benjamin Bonzi               | Grégoire Barrère Serhij Stachovs'kyj Sebastian Ofner Mathias Bourgue  |
| 15 marzo  | Santiago Challenger Santiago, Cile Challenger 80 – 52 080 $ Terra rossa – 32S/16Q/16D Singolare - Doppio                   | Sebastián Báez 6–3, 7–6(4)                           | Marcelo Tomás Barrios Vera                  | Felipe Meligeni Alves Juan Pablo Varillas   | Gonzalo Lama Nicolás Kicker Camilo Ugo Carabelli Nicolás Jarry        |
| 15 marzo  | Santiago Challenger Santiago, Cile Challenger 80 – 52 080 $ Terra rossa – 32S/16Q/16D Singolare - Doppio                   | Luis David Martínez Gonçalo Oliveira 7–5, 6–1        | Rafael Matos Felipe Meligeni Alves          | Felipe Meligeni Alves Juan Pablo Varillas   | Gonzalo Lama Nicolás Kicker Camilo Ugo Carabelli Nicolás Jarry        |
| 15 marzo  | Cleveland Open Cleveland, Stati Uniti Challenger 80 – 52 080 $ Cemento – 32S/16Q/16D Singolare - Doppio                    | Bjorn Fratangelo 7–5, 6–4                            | Jenson Brooksby                             | Emilio Gómez Aleksandar Kovacevic           | Michael Redlicki Christopher Eubanks Yosuke Watanuki Alexis Galarneau |
| 15 marzo  | Cleveland Open Cleveland, Stati Uniti Challenger 80 – 52 080 $ Cemento – 32S/16Q/16D Singolare - Doppio                    | Robert Galloway Alex Lawson 7–5, 6(5)–7, [11–9]      | Evan King Hunter Reese                      | Emilio Gómez Aleksandar Kovacevic           | Michael Redlicki Christopher Eubanks Yosuke Watanuki Alexis Galarneau |
| 22 marzo  | Lille Challenger Lilla, Francia Challenger 90 – 66 640 € Cemento (i) – 32S/16Q/16D Singolare - Doppio                      | Zizou Bergs 4–6, 6–1, 7–6(5)                         | Grégoire Barrère                            | Maxime Janvier Quentin Halys                | Jonáš Forejtek Arthur Rinderknech Andrea Arnaboldi Benjamin Bonzi     |
| 22 marzo  | Lille Challenger Lilla, Francia Challenger 90 – 66 640 € Cemento (i) – 32S/16Q/16D Singolare - Doppio                      | Benjamin Bonzi Antoine Hoang 6–3, 6–1                | Dan Added Michael Geerts                    | Maxime Janvier Quentin Halys                | Jonáš Forejtek Arthur Rinderknech Andrea Arnaboldi Benjamin Bonzi     |
| 22 marzo  | Lugano Challenger Lugano, Svizzera Challenger 80 – 44 820 € Cemento (i) – 32S/16Q/16D Singolare - Doppio                   | Dominic Stricker 6–4, 6–2                            | Vitaliy Sachko                              | Yūichi Sugita Altuğ Çelikbilek              | Evgenij Karlovskij Daniel Masur Roman Safiullin Hugo Grenier          |
| 22 marzo  | Lugano Challenger Lugano, Svizzera Challenger 80 – 44 820 € Cemento (i) – 32S/16Q/16D Singolare - Doppio                   | Andre Begemann Andrea Vavassori 7–6(11), 4–6, [10–8] | Denys Molčanov Serhij Stachovs'kyj          | Yūichi Sugita Altuğ Çelikbilek              | Evgenij Karlovskij Daniel Masur Roman Safiullin Hugo Grenier          |
| 22 marzo  | Zadar Open Zara, Croazia Challenger 80 – 44 820 € Terra rossa – 32S/16Q/16D Singolare - Doppio                             | Nikola Milojević 2–6, 6–2, 7–6(5)                    | Dimitar Kuzmanov                            | Lukáš Klein Nerman Fatić                    | Gianluca Mager Vít Kopřiva Blaž Kavčič Sumit Nagal                    |
| 22 marzo  | Zadar Open Zara, Croazia Challenger 80 – 44 820 € Terra rossa – 32S/16Q/16D Singolare - Doppio                             | Blaž Kavčič Blaž Rola 2–6, 6–2, [10–3]               | Lukáš Klein Alex Molčan                     | Lukáš Klein Nerman Fatić                    | Gianluca Mager Vít Kopřiva Blaž Kavčič Sumit Nagal                    |
| 29 marzo  | Marbella Challenger Marbella, Spagna Challenger 80 – 44 820 € Terra rossa – 32S/16Q/16D Singolare - Doppio                 | Gianluca Mager 2–6, 6–3, 6–2                         | Jaume Munar                                 | Alessandro Giannessi Mario Vilella Martínez | Martin Kližan Roberto Marcora Tarō Daniel Nikola Milojević            |
| 29 marzo  | Marbella Challenger Marbella, Spagna Challenger 80 – 44 820 € Terra rossa – 32S/16Q/16D Singolare - Doppio                 | Dominic Inglot Matt Reid 1–6, 6–3, [10–6]            | Romain Arneodo Hugo Nys                     | Alessandro Giannessi Mario Vilella Martínez | Martin Kližan Roberto Marcora Tarō Daniel Nikola Milojević            |
| 29 marzo  | Oeiras Challenger I Oeiras, Portogallo Challenger 50 – 31 440 € Terra rossa – 32S/16Q/16D Singolare - Doppio               | Zdeněk Kolář 6–4, 7–5                                | Gastão Elias                                | Marco Trungelliti Evan Furness              | Igor Sijsling Tiago Cação Alex Molčan Raul Brancaccio                 |
| 29 marzo  | Oeiras Challenger I Oeiras, Portogallo Challenger 50 – 31 440 € Terra rossa – 32S/16Q/16D Singolare - Doppio               | Mats Moraing Oscar Otte 6–1, 6–4                     | Riccardo Bonadio Denis Yevseyev             | Marco Trungelliti Evan Furness              | Igor Sijsling Tiago Cação Alex Molčan Raul Brancaccio                 |

### Aprile
| Settimana | Torneo | Campione                                                    | Finalista                                     | Semifinalisti                          | Eliminati ai quarti                                                                    |
| --------- | --- | ----------------------------------------------------------- | --------------------------------------------- | -------------------------------------- | -------------------------------------------------------------------------------------- |
| 5 aprile  | Split Open I Spalato, Croazia Challenger 80 – 44 820 € Terra – 32S/16Q/16D Singolare - Doppio                                | Blaž Rola 2–6, 6–3, 6–2                                     | Blaž Kavčič                                   | Kacper Żuk Andrea Collarini            | Thanasi Kokkinakis Aleksandar Vukic Danilo Petrović Mirza Bašić                        |
| 5 aprile  | Split Open I Spalato, Croazia Challenger 80 – 44 820 € Terra – 32S/16Q/16D Singolare - Doppio                                | Andrej Golubev Oleksandr Nedovjesov 7–5, 6(5)–7, [10–5]     | Szymon Walków Jan Zieliński                   | Kacper Żuk Andrea Collarini            | Thanasi Kokkinakis Aleksandar Vukic Danilo Petrović Mirza Bašić                        |
| 5 aprile  | Oeiras Challenger II Oeiras, Portogallo Challenger 50 – 31 440 € Terra rossa – 32S/16Q/16D Singolare - Doppio                | Pedro Cachín 7–6(4), 7–6(3)                                 | Nuno Borges                                   | Gonçalo Oliveira Gastão Elias          | Tiago Cação Gian Marco Moroni Dimitar Kuzmanov Manuel Guinard                          |
| 5 aprile  | Oeiras Challenger II Oeiras, Portogallo Challenger 50 – 31 440 € Terra rossa – 32S/16Q/16D Singolare - Doppio                | Nuno Borges Francisco Cabral 6–1, 6–2                       | Pavel Kotov Tseng Chun-hsin                   | Gonçalo Oliveira Gastão Elias          | Tiago Cação Gian Marco Moroni Dimitar Kuzmanov Manuel Guinard                          |
| 12 aprile | Belgrado Challenger Belgrado, Serbia Challenger 125 – 132 280 € Terra rossa – 32S/16Q/16D Singolare - Doppio                 | Roberto Carballés Baena 6–4, 7–5                            | Damir Džumhur                                 | Liam Broady Jozef Kovalík              | Blaž Rola Brandon Nakashima Tarō Daniel Facundo Bagnis                                 |
| 12 aprile | Belgrado Challenger Belgrado, Serbia Challenger 125 – 132 280 € Terra rossa – 32S/16Q/16D Singolare - Doppio                 | Guillermo Durán Andrés Molteni 6–4, 6–4                     | Tomislav Brkić Nikola Ćaćić                   | Liam Broady Jozef Kovalík              | Blaž Rola Brandon Nakashima Tarō Daniel Facundo Bagnis                                 |
| 12 aprile | Orlando Open I Orlando, Stati Uniti Challenger 80 – 52 080 $ Cemento – 32S/16Q/16D Singolare - Doppio                        | Jenson Brooksby 6–3, 6–3                                    | Denis Kudla                                   | Roberto Cid Subervi Christian Harrison | Michael Mmoh Brayden Schnur Jack Sock Zane Khan                                        |
| 12 aprile | Orlando Open I Orlando, Stati Uniti Challenger 80 – 52 080 $ Cemento – 32S/16Q/16D Singolare - Doppio                        | Mitchell Krueger Jack Sock 4–6, 7–5, [13–11]                | Christian Harrison Dennis Novikov             | Roberto Cid Subervi Christian Harrison | Michael Mmoh Brayden Schnur Jack Sock Zane Khan                                        |
| 12 aprile | Split Open II Spalato, Croazia Challenger 80 – 44 820 € Terra – 32S/16Q/16D Singolare - Doppio                               | Kacper Żuk 6–4, 6–2                                         | Mathias Bourgue                               | Quentin Halys Elias Ymer               | Thanasi Kokkinakis Mirza Bašić Cem İlkel Aleksandar Vukic                              |
| 12 aprile | Split Open II Spalato, Croazia Challenger 80 – 44 820 € Terra – 32S/16Q/16D Singolare - Doppio                               | Szymon Walków Jan Zieliński 6–2, 7–5                        | Grégoire Barrère Albano Olivetti              | Quentin Halys Elias Ymer               | Thanasi Kokkinakis Mirza Bašić Cem İlkel Aleksandar Vukic                              |
| 19 aprile | Garden Open I Roma, Italia Challenger 80 – 44 820 € Terra rossa – 32S/16Q/16D Singolare - Doppio                             | Andrea Pellegrino 3–6, 6–2, 6–1                             | Hugo Gaston                                   | Juan Pablo Varillas Vít Kopřiva        | Elias Ymer Tristan Lamasine Sebastian Ofner Lorenzo Giustino                           |
| 19 aprile | Garden Open I Roma, Italia Challenger 80 – 44 820 € Terra rossa – 32S/16Q/16D Singolare - Doppio                             | Sadio Doumbia Fabien Reboul 7–6(5), 7–5                     | Paolo Lorenzi Juan Pablo Varillas             | Juan Pablo Varillas Vít Kopřiva        | Elias Ymer Tristan Lamasine Sebastian Ofner Lorenzo Giustino                           |
| 19 aprile | Tallahassee Tennis Challenger Tallahassee, Stati Uniti Challenger 80 – 52 080 $ Terra verde – 32S/16Q/16D Singolare - Doppio | Jenson Brooksby 6–3, 4–6, 6–3                               | Bjorn Fratangelo                              | Facundo Mena Denis Kudla               | Michael Mmoh Mikael Torpegaard Thai-Son Kwiatkowski Filip Cristian Jianu               |
| 19 aprile | Tallahassee Tennis Challenger Tallahassee, Stati Uniti Challenger 80 – 52 080 $ Terra verde – 32S/16Q/16D Singolare - Doppio | Orlando Luz Rafael Matos 7–6(2), 6–2                        | Sekou Bangoura Donald Young                   | Facundo Mena Denis Kudla               | Michael Mmoh Mikael Torpegaard Thai-Son Kwiatkowski Filip Cristian Jianu               |
| 19 aprile | Salinas Challenger Salinas, Ecuador Challenger 80 – 52 080 $ Cemento – 32S/16Q/16D Singolare - Doppio                        | Nicolás Jarry 7–6(2), 6–1                                   | Nicolás Mejía                                 | Altuğ Çelikbilek Camilo Ugo Carabelli  | Tim van Rijthoven Marcelo Barrios Vera Adrián Menéndez Maceiras Thiago Agustín Tirante |
| 19 aprile | Salinas Challenger Salinas, Ecuador Challenger 80 – 52 080 $ Cemento – 32S/16Q/16D Singolare - Doppio                        | Miguel Ángel Reyes Varela Fernando Romboli 7–5, 4–6, [10–2] | Diego Hidalgo Skander Mansouri                | Altuğ Çelikbilek Camilo Ugo Carabelli  | Tim van Rijthoven Marcelo Barrios Vera Adrián Menéndez Maceiras Thiago Agustín Tirante |
| 26 aprile | Garden Open II Roma, Italia Challenger 80 – 44 820 € Terra rossa – 32S/16Q/16D Singolare - Doppio                            | Juan Manuel Cerúndolo 6–2, 3–6, 6–3                         | Flavio Cobolli                                | Cem İlkel Alessandro Giannessi         | Nino Serdarušić Andrea Pellegrino Thanasi Kokkinakis Giulio Zeppieri                   |
| 26 aprile | Garden Open II Roma, Italia Challenger 80 – 44 820 € Terra rossa – 32S/16Q/16D Singolare - Doppio                            | Sadio Doumbia Fabien Reboul 7–5, 6–3                        | Guido Andreozzi Guillermo Durán               | Cem İlkel Alessandro Giannessi         | Nino Serdarušić Andrea Pellegrino Thanasi Kokkinakis Giulio Zeppieri                   |
| 26 aprile | Ostrava Open Challenger Ostrava, Rep. Ceca Challenger 80 – 44 820 € Terra rossa – 32S/16Q/16D Singolare - Doppio             | Benjamin Bonzi 6–4, 6–4                                     | Renzo Olivo                                   | Arthur Rinderknech Elias Ymer          | Tomás Martín Etcheverry Lukáš Klein Marc Polmans Alex Molčan                           |
| 26 aprile | Ostrava Open Challenger Ostrava, Rep. Ceca Challenger 80 – 44 820 € Terra rossa – 32S/16Q/16D Singolare - Doppio             | Marc Polmans Serhij Stachovs'kyj 7–6(4), 3–6, [10–7]        | Andrew Paulson Patrik Rikl                    | Arthur Rinderknech Elias Ymer          | Tomás Martín Etcheverry Lukáš Klein Marc Polmans Alex Molčan                           |
| 26 aprile | Salinas Challenger II Salinas, Ecuador Challenger 50 – 36 680 $ Cemento – 32S/16Q/16D Singolare - Doppio                     | Emilio Gómez 4–6, 7–6(6), 6–4                               | Nicolás Jarry                                 | Thiago Agustín Tirante Agustín Velotti | Hiroki Moriya JC Aragone Kevin King Nicolás Mejía                                      |
| 26 aprile | Salinas Challenger II Salinas, Ecuador Challenger 50 – 36 680 $ Cemento – 32S/16Q/16D Singolare - Doppio                     | Nicolás Barrientos Sergio Galdós walkover                   | Thiago Agustín Tirante Antonio Cayetano March | Thiago Agustín Tirante Agustín Velotti | Hiroki Moriya JC Aragone Kevin King Nicolás Mejía                                      |

### Maggio
| Settimana | Torneo | Campione                                              | Finalista                                | Semifinalisti                                    | Eliminati ai quarti                                                                      |
| --------- | --- | ----------------------------------------------------- | ---------------------------------------- | ------------------------------------------------ | ---------------------------------------------------------------------------------------- |
| 3 maggio  | Biella Challenger Outdoor V Biella, Italia Challenger 80 – 44 820 € Terra rossa – 32S/16Q/16D Singolare - Doppio   | Juan Pablo Varillas 6–3, 6–1                          | Guido Andreozzi                          | Alexandre Müller Andrea Collarini                | João Menezes Leonardo Mayer Jay Clarke Federico Gaio                                     |
| 3 maggio  | Biella Challenger Outdoor V Biella, Italia Challenger 80 – 44 820 € Terra rossa – 32S/16Q/16D Singolare - Doppio   | André Göransson Nathaniel Lammons 7–6(3), 6–3         | Rafael Matos Felipe Meligeni Alves       | Alexandre Müller Andrea Collarini                | João Menezes Leonardo Mayer Jay Clarke Federico Gaio                                     |
| 3 maggio  | I. ČLTK Prague Open Praga, Rep. Ceca Challenger 80 – 44 820 € Terra rossa – 32S/16Q/16D Singolare - Doppio         | Tallon Griekspoor 5–7, 6–4, 6–4                       | Oscar Otte                               | Norbert Gombos Michael Vrbenský                  | Sumit Nagal Frederico Ferreira Silva Vít Kopřiva Maxime Cressy                           |
| 3 maggio  | I. ČLTK Prague Open Praga, Rep. Ceca Challenger 80 – 44 820 € Terra rossa – 32S/16Q/16D Singolare - Doppio         | Marc Polmans Serhij Stachovs'kyj 6–3, 6–4             | Ivan Sabanov Matej Sabanov               | Norbert Gombos Michael Vrbenský                  | Sumit Nagal Frederico Ferreira Silva Vít Kopřiva Maxime Cressy                           |
| 10 maggio | Heilbronner Neckarcup Heilbronn, Germania Challenger 100 – 88 520 € Terra rossa – 32S/16Q/16D Singolare - Doppio   | Bernabé Zapata Miralles 6–3, 6–4                      | Daniel Elahi Galán                       | Dennis Novak Mackenzie McDonald                  | Sumit Nagal Tarō Daniel Philipp Kohlschreiber João Menezes                               |
| 10 maggio | Heilbronner Neckarcup Heilbronn, Germania Challenger 100 – 88 520 € Terra rossa – 32S/16Q/16D Singolare - Doppio   | Nathaniel Lammons Jackson Withrow 6(4)–7, 6–4, [10–8] | André Göransson Sem Verbeek              | Dennis Novak Mackenzie McDonald                  | Sumit Nagal Tarō Daniel Philipp Kohlschreiber João Menezes                               |
| 10 maggio | Zagreb Open Zagabria, Croazia Challenger 80 – 44 820 € Terra rossa – 32S/16Q/16D Singolare - Doppio                | Sebastián Báez 3–6, 6–3, 6–1                          | Juan Pablo Varillas                      | Juan Manuel Cerúndolo Marcelo Tomás Barrios Vera | Botic van de Zandschulp Nikola Milojević Thiago Seyboth Wild Pedro Martínez              |
| 10 maggio | Zagreb Open Zagabria, Croazia Challenger 80 – 44 820 € Terra rossa – 32S/16Q/16D Singolare - Doppio                | Evan King Hunter Reese 6–2, 7–6(4)                    | Andrej Golubev Oleksandr Nedovjesov      | Juan Manuel Cerúndolo Marcelo Tomás Barrios Vera | Botic van de Zandschulp Nikola Milojević Thiago Seyboth Wild Pedro Martínez              |
| 17 maggio | Oeiras Challenger III Oeiras, Portogallo Challenger 125 – 132 280 € Terra rossa – 32S/16Q/16D Singolare - Doppio   | Carlos Alcaraz 6–4, 6–4                               | Facundo Bagnis                           | Tarō Daniel Hugo Gaston                          | Hugo Dellien Gastão Elias Nuno Borges Pedro Sousa                                        |
| 17 maggio | Oeiras Challenger III Oeiras, Portogallo Challenger 125 – 132 280 € Terra rossa – 32S/16Q/16D Singolare - Doppio   | Hunter Reese Sem Verbeek 4–6, 6–4, [10–7]             | Sadio Doumbia Fabien Reboul              | Tarō Daniel Hugo Gaston                          | Hugo Dellien Gastão Elias Nuno Borges Pedro Sousa                                        |
| 17 maggio | Biella Challenger Outdoor VI Biella, Italia Challenger 50 – 31 440 € Terra rossa – 32S/16Q/16D Singolare - Doppio  | Thanasi Kokkinakis 6–3, 6–4                           | Enzo Couacaud                            | Tomás Martín Etcheverry Zhang Zhizhen            | Facundo Mena Bjorn Fratangelo Alexandre Müller Thai-Son Kwiatkowski                      |
| 17 maggio | Biella Challenger Outdoor VI Biella, Italia Challenger 50 – 31 440 € Terra rossa – 32S/16Q/16D Singolare - Doppio  | Evan King Julian Lenz 3–6, 6–3, [11–9]                | Karol Drzewiecki Sergio Martos Gornés    | Tomás Martín Etcheverry Zhang Zhizhen            | Facundo Mena Bjorn Fratangelo Alexandre Müller Thai-Son Kwiatkowski                      |
| 24 maggio | Oeiras Challenger IV Oeiras, Portogallo Challenger 50 – 31 440 € Terra rossa – 32S/16Q/16D Singolare - Doppio      | Gastão Elias 5–7, 6–4, 6–4                            | Holger Rune                              | Nuno Borges Timofej Skatov                       | Camilo Ugo Carabelli Filip Cristian Jianu Carlos Gimeno Valero Nikolás Sánchez Izquierdo |
| 24 maggio | Oeiras Challenger IV Oeiras, Portogallo Challenger 50 – 31 440 € Terra rossa – 32S/16Q/16D Singolare - Doppio      | Jesper de Jong Tim van Rijthoven 6–1, 7–6(3)          | Julian Lenz Roberto Quiroz               | Nuno Borges Timofej Skatov                       | Camilo Ugo Carabelli Filip Cristian Jianu Carlos Gimeno Valero Nikolás Sánchez Izquierdo |
| 31 maggio | Little Rock Challenger Little Rock, Stati Uniti Challenger 80 – 52 080 $ Cemento – 32S/16Q/16D Singolare - Doppio  | Jack Sock 7–5, 6–4                                    | Emilio Gómez                             | Mitchell Krueger Gonçalo Oliveira                | Jason Jung Thai-Son Kwiatkowski Ulises Blanch Oliver Crawford                            |
| 31 maggio | Little Rock Challenger Little Rock, Stati Uniti Challenger 80 – 52 080 $ Cemento – 32S/16Q/16D Singolare - Doppio  | Nicolás Barrientos Ernesto Escobedo 4–6, 6–3, [10–5]  | Christopher Eubanks Roberto Quiroz       | Mitchell Krueger Gonçalo Oliveira                | Jason Jung Thai-Son Kwiatkowski Ulises Blanch Oliver Crawford                            |
| 31 maggio | Biella Challenger Outdoor VII Biella, Italia Challenger 80 – 44 820 € Terra rossa – 32S/16Q/16D Singolare - Doppio | Holger Rune 6–3, 5–7, 7–6(5)                          | Marco Trungelliti                        | Felipe Meligeni Alves Tomás Martín Etcheverry    | Renzo Olivo Jacopo Berrettini Alexandre Müller Kacper Żuk                                |
| 31 maggio | Biella Challenger Outdoor VII Biella, Italia Challenger 80 – 44 820 € Terra rossa – 32S/16Q/16D Singolare - Doppio | Tomás Martín Etcheverry Renzo Olivo 3–6, 6–3, [10–8]  | Luis David Martínez David Vega Hernández | Felipe Meligeni Alves Tomás Martín Etcheverry    | Renzo Olivo Jacopo Berrettini Alexandre Müller Kacper Żuk                                |

### Giugno
| Settimana | Torneo | Campione                                                  | Finalista                                 | Semifinalisti                        | Eliminati ai quarti                                               |
| --------- | --- | --------------------------------------------------------- | ----------------------------------------- | ------------------------------------ | ----------------------------------------------------------------- |
| 7 giugno  | Nottingham Open I Nottingham, Regno Unito Challenger 125 – 132 280 € Erba – 32S/16Q/16D Singolare - Doppio                  | Frances Tiafoe 6–1, 6–3                                   | Denis Kudla                               | Kamil Majchrzak Marius Copil         | Daniel Evans Andreas Seppi Kevin Anderson Evgenij Donskoj         |
| 7 giugno  | Nottingham Open I Nottingham, Regno Unito Challenger 125 – 132 280 € Erba – 32S/16Q/16D Singolare - Doppio                  | Matt Reid Ken Skupski 4–6, 7–5, [10–6]                    | Matthew Ebden John-Patrick Smith          | Kamil Majchrzak Marius Copil         | Daniel Evans Andreas Seppi Kevin Anderson Evgenij Donskoj         |
| 7 giugno  | Open de Lyon Challenger Lione, Francia Challenger 100 – 88 520 € Terra rossa – 32S/16Q/16D Singolare - Doppio               | Pablo Cuevas 6–2, 6–2                                     | Elias Ymer                                | Facundo Bagnis Tarō Daniel           | Andrea Pellegrino Cedrik-Marcel Stebe Daniel Altmaier Holger Rune |
| 7 giugno  | Open de Lyon Challenger Lione, Francia Challenger 100 – 88 520 € Terra rossa – 32S/16Q/16D Singolare - Doppio               | Martín Cuevas Pablo Cuevas 6–3, 7–6(2)                    | Tristan Lamasine Albano Olivetti          | Facundo Bagnis Tarō Daniel           | Andrea Pellegrino Cedrik-Marcel Stebe Daniel Altmaier Holger Rune |
| 7 giugno  | Bratislava Open Bratislava, Slovacchia Challenger 90 – 66 640 € Terra rossa – 32S/16Q/16D Singolare - Doppio                | Tallon Griekspoor 7–6(6), 6–3                             | Sebastián Báez                            | Filip Horanský Martin Kližan         | Cem İlkel Matthias Bachinger Andrej Kuznecov Jiří Lehečka         |
| 7 giugno  | Bratislava Open Bratislava, Slovacchia Challenger 90 – 66 640 € Terra rossa – 32S/16Q/16D Singolare - Doppio                | Denys Molčanov Oleksandr Nedovjesov 7–6(5), 6–1           | Sander Arends Luis David Martínez         | Filip Horanský Martin Kližan         | Cem İlkel Matthias Bachinger Andrej Kuznecov Jiří Lehečka         |
| 7 giugno  | Almaty Challenger I Almaty, Kazakistan Challenger 80 – 52 080 $ Terra rossa – 32S/16Q/16D Singolare - Doppio                | Zizou Bergs 4–6, 6–3, 6–2                                 | Timofej Skatov                            | Dmitrij Popko Tseng Chun-hsin        | Andrej Martin Kimmer Coppejans Dimitar Kuzmanov Evan Furness      |
| 7 giugno  | Almaty Challenger I Almaty, Kazakistan Challenger 80 – 52 080 $ Terra rossa – 32S/16Q/16D Singolare - Doppio                | Jesper de Jong Vitaliy Sachko 7–6(4), 6–1                 | Vladyslav Manafov Evgenii Tiurnev         | Dmitrij Popko Tseng Chun-hsin        | Andrej Martin Kimmer Coppejans Dimitar Kuzmanov Evan Furness      |
| 7 giugno  | Orlando Open II Orlando, Stati Uniti Challenger 80 – 52 080 $ Cemento – 32S/16Q/16D Singolare - Doppio                      | Christopher Eubanks 2–6, 7–6(3), 6–4                      | Nicolás Mejía                             | JC Aragone Sam Riffice               | Emilio Gómez Jenson Brooksby Ulises Blanch Nicolás Jarry          |
| 7 giugno  | Orlando Open II Orlando, Stati Uniti Challenger 80 – 52 080 $ Cemento – 32S/16Q/16D Singolare - Doppio                      | Christian Harrison Peter Polansky 6–2, 6–3                | JC Aragone Nicolás Barrientos             | JC Aragone Sam Riffice               | Emilio Gómez Jenson Brooksby Ulises Blanch Nicolás Jarry          |
| 14 giugno | Nottingham Open II Nottingham, Regno Unito Challenger 125 – 132 280 € Erba – 32S/16Q/16D Singolare - Doppio                 | Alex Bolt 4–6, 6–4, 6–3                                   | Kamil Majchrzak                           | Mackenzie McDonald Benjamin Bonzi    | Richard Gasquet Anton Matusevich Denis Kudla Damir Džumhur        |
| 14 giugno | Nottingham Open II Nottingham, Regno Unito Challenger 125 – 132 280 € Erba – 32S/16Q/16D Singolare - Doppio                 | Marc Polmans Matt Reid 6–4, 4–6, [10–8]                   | Benjamin Bonzi Antoine Hoang              | Mackenzie McDonald Benjamin Bonzi    | Richard Gasquet Anton Matusevich Denis Kudla Damir Džumhur        |
| 14 giugno | Open du Pays d'Aix Aix-en-Provence, Francia Challenger 125 – 132 280 € Terra rossa – 32S/16Q/16D Singolare - Doppio         | Carlos Taberner 6–2, 6–2                                  | Manuel Guinard                            | Elias Ymer Kyrian Jacquet            | Tristan Lamasine Oscar Otte Renzo Olivo Titouan Droguet           |
| 14 giugno | Open du Pays d'Aix Aix-en-Provence, Francia Challenger 125 – 132 280 € Terra rossa – 32S/16Q/16D Singolare - Doppio         | Sadio Doumbia Fabien Reboul 6(4)–7, 7–5, [10–4]           | Robert Galloway Alex Lawson               | Elias Ymer Kyrian Jacquet            | Tristan Lamasine Oscar Otte Renzo Olivo Titouan Droguet           |
| 14 giugno | Czech Open Prostějov, Rep. Ceca Challenger 100 – 88 520 € Terra rossa – 32S/16Q/16D Singolare - Doppio                      | Federico Coria 7–6(1), 6–3                                | Alex Molčan                               | Gianluca Mager Zdeněk Kolář          | Hugo Dellien Dalibor Svrčina Blaž Rola Tobias Kamke               |
| 14 giugno | Czech Open Prostějov, Rep. Ceca Challenger 100 – 88 520 € Terra rossa – 32S/16Q/16D Singolare - Doppio                      | Oleksandr Nedovjesov Gonçalo Oliveira 1–6, 7–6(5), [10–6] | Roman Jebavý Zdeněk Kolář                 | Gianluca Mager Zdeněk Kolář          | Hugo Dellien Dalibor Svrčina Blaž Rola Tobias Kamke               |
| 14 giugno | Almaty Challenger II Almaty, Kazakistan Challenger 80 – 52 080 $ Terra rossa – 32S/16Q/16D Singolare - Doppio               | Jesper de Jong 6–1, 6–2                                   | Marcelo Tomás Barrios Vera                | Andrej Martin Mirza Bašić            | Brayden Schnur Pavel Kotov Riccardo Bonadio Gian Marco Moroni     |
| 14 giugno | Almaty Challenger II Almaty, Kazakistan Challenger 80 – 52 080 $ Terra rossa – 32S/16Q/16D Singolare - Doppio               | Vladyslav Manafov Vitaliy Sachko 6–1, 6–4                 | Corentin Denolly Adrián Menéndez Maceiras | Andrej Martin Mirza Bašić            | Brayden Schnur Pavel Kotov Riccardo Bonadio Gian Marco Moroni     |
| 14 giugno | Internazionali di Tennis Città di Forlì Forlì, Italia Challenger 80 – 44 820 € Terra rossa – 32S/16Q/16D Singolare - Doppio | Mats Moraing 3–6, 6–1, 7–5                                | Quentin Halys                             | Gastão Elias Tomás Martín Etcheverry | Francesco Forti Raul Brancaccio Steven Diez Jacopo Berrettini     |
| 14 giugno | Internazionali di Tennis Città di Forlì Forlì, Italia Challenger 80 – 44 820 € Terra rossa – 32S/16Q/16D Singolare - Doppio | Sergio Galdós Orlando Luz 7–5, 2–6, [10–8]                | Pedro Cachín Camilo Ugo Carabelli         | Gastão Elias Tomás Martín Etcheverry | Francesco Forti Raul Brancaccio Steven Diez Jacopo Berrettini     |
| 21 giugno | Milano ATP Challenger Milano, Italia Challenger 80 – 44 820 € Terra rossa – 32S/16Q/16D Singolare - Doppio                  | Gian Marco Moroni 6–3, 6–2                                | Federico Coria                            | Hugo Grenier Holger Rune             | Gastão Elias Peđa Krstin Duje Ajduković Pedro Cachín              |
| 21 giugno | Milano ATP Challenger Milano, Italia Challenger 80 – 44 820 € Terra rossa – 32S/16Q/16D Singolare - Doppio                  | Vít Kopřiva Jiří Lehečka 6–4, 6–0                         | Dustin Brown Tristan-Samuel Weissborn     | Hugo Grenier Holger Rune             | Gastão Elias Peđa Krstin Duje Ajduković Pedro Cachín              |
| 28 giugno | Porto Open Porto, Portogallo Challenger 80 – 44 820 € Cemento – 32S/16Q/16D Singolare - Doppio                              | Altuğ Çelikbilek 6–2, 6–1                                 | Quentin Halys                             | Serhij Stachovs'kyj Emilio Gómez     | Tatsuma Itō Gonçalo Oliveira Gastão Elias Steven Diez             |
| 28 giugno | Porto Open Porto, Portogallo Challenger 80 – 44 820 € Cemento – 32S/16Q/16D Singolare - Doppio                              | Guido Andreozzi Guillermo Durán 6(5)–7, 7–6(5), [11–9]    | Renzo Olivo Miguel Ángel Reyes Varela     | Serhij Stachovs'kyj Emilio Gómez     | Tatsuma Itō Gonçalo Oliveira Gastão Elias Steven Diez             |

### Luglio
| Settimana | Torneo | Campione                                              | Finalista                              | Semifinalisti                                        | Eliminati ai quarti                                                                 |
| --------- | --- | ----------------------------------------------------- | -------------------------------------- | ---------------------------------------------------- | ----------------------------------------------------------------------------------- |
| 5 luglio  | Salzburg-Anif Challenger Salisburgo, Austria Challenger 125 – 132 280 € Terra rossa – 32S/16Q/16D Singolare - Doppio            | Facundo Bagnis 6–4, 3–6, 6–2                          | Federico Coria                         | Nicolás Jarry Juan Ignacio Londero                   | Jiří Lehečka Damir Džumhur Blaž Rola Pablo Cuevas                                   |
| 5 luglio  | Salzburg-Anif Challenger Salisburgo, Austria Challenger 125 – 132 280 € Terra rossa – 32S/16Q/16D Singolare - Doppio            | Facundo Bagnis Sergio Galdós 6–0, 6–3                 | Robert Galloway Alex Lawson            | Nicolás Jarry Juan Ignacio Londero                   | Jiří Lehečka Damir Džumhur Blaž Rola Pablo Cuevas                                   |
| 5 luglio  | Braunschweig Open Braunschweig, Germania Challenger 90 – 66 640 € Terra rossa – 32S/16Q/16D Singolare - Doppio                  | Daniel Altmaier 6–1, 6–2                              | Henri Laaksonen                        | Vít Kopřiva Marvin Möller                            | Zizou Bergs Jozef Kovalík Elias Ymer Benjamin Hassan                                |
| 5 luglio  | Braunschweig Open Braunschweig, Germania Challenger 90 – 66 640 € Terra rossa – 32S/16Q/16D Singolare - Doppio                  | Szymon Walków Jan Zieliński 4–6, 6–4, [10–4]          | Ivan Sabanov Matej Sabanov             | Vít Kopřiva Marvin Möller                            | Zizou Bergs Jozef Kovalík Elias Ymer Benjamin Hassan                                |
| 5 luglio  | Internazionali di Tennis Città di Perugia Perugia, Italia Challenger 80 – 44 820 € Terra rossa – 32S/16Q/16D Singolare - Doppio | Tomás Martín Etcheverry 7–5, 6–2                      | Vitaliy Sachko                         | Salvatore Caruso Nino Serdarušić                     | Flavio Cobolli Nerman Fatić Timofej Skatov Holger Rune                              |
| 5 luglio  | Internazionali di Tennis Città di Perugia Perugia, Italia Challenger 80 – 44 820 € Terra rossa – 32S/16Q/16D Singolare - Doppio | Vitaliy Sachko Dominic Stricker 6–3, 5–7, [10–8]      | Tomás Martín Etcheverry Renzo Olivo    | Salvatore Caruso Nino Serdarušić                     | Flavio Cobolli Nerman Fatić Timofej Skatov Holger Rune                              |
| 12 luglio | Iași Open Iași, Romania Challenger 100 – 88 520 € Terra rossa – 32S/16Q/16D Singolare - Doppio                                  | Zdeněk Kolář 7–5, 4–6, 6–4                            | Hugo Gaston                            | Felipe Meligeni Alves Miljan Zekić                   | Duje Ajduković Dimitar Kuzmanov Lucas Miedler Riccardo Bonadio                      |
| 12 luglio | Iași Open Iași, Romania Challenger 100 – 88 520 € Terra rossa – 32S/16Q/16D Singolare - Doppio                                  | Orlando Luz Felipe Meligeni Alves 6–4, 6–4            | Hernán Casanova Roberto Ortega Olmedo  | Felipe Meligeni Alves Miljan Zekić                   | Duje Ajduković Dimitar Kuzmanov Lucas Miedler Riccardo Bonadio                      |
| 12 luglio | President's Cup I Nur-Sultan, Kazakistan Challenger 80 – 52 080 $ Cemento – 32S/16Q/16D Singolare - Doppio                      | Max Purcell 3–6, 6–4, 7–6(6)                          | Jay Clarke                             | Peter Polansky Borna Gojo                            | Roman Safiullin Hsu Yu-hsiou Jason Kubler Mirza Bašić                               |
| 12 luglio | President's Cup I Nur-Sultan, Kazakistan Challenger 80 – 52 080 $ Cemento – 32S/16Q/16D Singolare - Doppio                      | Hsu Yu-hsiou Benjamin Lock 2–6, 6–1, [10–7]           | Peter Polansky Serhij Stachovs'kyj     | Peter Polansky Borna Gojo                            | Roman Safiullin Hsu Yu-hsiou Jason Kubler Mirza Bašić                               |
| 12 luglio | Dutch Open Amersfoort, Paesi Bassi Challenger 80 – 44 820 € Terra rossa – 32S/16Q/16D Singolare - Doppio                        | Tallon Griekspoor 6–1, 3–6, 6–1                       | Botic van de Zandschulp                | Antoine Hoang Guido Andreozzi                        | Kimmer Coppejans Lukáš Rosol Jelle Sels Jesper de Jong                              |
| 12 luglio | Dutch Open Amersfoort, Paesi Bassi Challenger 80 – 44 820 € Terra rossa – 32S/16Q/16D Singolare - Doppio                        | Luca Castelnuovo Manuel Guinard 0–6, 6–4, [11–9]      | Sergio Galdós Gonçalo Oliveira         | Antoine Hoang Guido Andreozzi                        | Kimmer Coppejans Lukáš Rosol Jelle Sels Jesper de Jong                              |
| 12 luglio | Internazionali di Tennis Città di Todi Todi, Italia Challenger 80 – 44 820 € Terra rossa – 32S/16Q/16D Singolare - Doppio       | Mario Vilella Martínez 7–6(3), 1–6, 6–3               | Federico Gaio                          | Tomás Martín Etcheverry Matheus Pucinelli de Almeida | Flavio Cobolli Alexander Ritschard Nicolás Jarry Giulio Zeppieri                    |
| 12 luglio | Internazionali di Tennis Città di Todi Todi, Italia Challenger 80 – 44 820 € Terra rossa – 32S/16Q/16D Singolare - Doppio       | Francesco Forti Giulio Zeppieri 6–3, 6–2              | Facundo Díaz Acosta Alexander Merino   | Tomás Martín Etcheverry Matheus Pucinelli de Almeida | Flavio Cobolli Alexander Ritschard Nicolás Jarry Giulio Zeppieri                    |
| 19 luglio | Cary Challenger Cary, Stati Uniti Challenger 80 – 52 080 $ Cemento – 32S/16Q/16D Singolare - Doppio                             | Mitchell Krueger 7–6(4), 6–2                          | Ramkumar Ramanathan                    | Govind Nanda Stefan Kozlov                           | Genaro Alberto Olivieri Christian Harrison Christopher Eubanks Prajnesh Gunneswaran |
| 19 luglio | Cary Challenger Cary, Stati Uniti Challenger 80 – 52 080 $ Cemento – 32S/16Q/16D Singolare - Doppio                             | Christian Harrison Dennis Novikov 6–3, 6–3            | Petros Chrysochos Michail Pervolarakis | Govind Nanda Stefan Kozlov                           | Genaro Alberto Olivieri Christian Harrison Christopher Eubanks Prajnesh Gunneswaran |
| 19 luglio | President's Cup II Nur-Sultan, Kazakistan Challenger 80 – 52 080 $ Cemento – 32S/16Q/16D Singolare - Doppio                     | Andrej Kuznecov 6–3, 2–1 rit.                         | Jason Kubler                           | Pavel Kotov Oleksii Krutyk                           | Ryan Peniston Peter Polansky Jason Kubler Nick Chappell                             |
| 19 luglio | President's Cup II Nur-Sultan, Kazakistan Challenger 80 – 52 080 $ Cemento – 32S/16Q/16D Singolare - Doppio                     | Hsu Yu-hsiou Benjamin Lock 6–3, 6–4                   | Oleksii Krutykh Grigoriy Lomakin       | Pavel Kotov Oleksii Krutyk                           | Ryan Peniston Peter Polansky Jason Kubler Nick Chappell                             |
| 19 luglio | Open Ciudad de Pozoblanco Pozoblanco, Spagna Challenger 80 – 44 820 € Cemento – 32S/16Q/16D Singolare - Doppio                  | Altuğ Çelikbilek 6–1, 6(2)–7, 6–3                     | Cem İlkel                              | Michael Geerts Grégoire Barrère                      | Emilio Nava Tim van Rijthoven Adrián Menéndez Maceiras Federico Zeballos            |
| 19 luglio | Open Ciudad de Pozoblanco Pozoblanco, Spagna Challenger 80 – 44 820 € Cemento – 32S/16Q/16D Singolare - Doppio                  | Igor Sijsling Tim van Rijthoven 5–7, 7–6(4)           | Diego Hidalgo Sergio Martos Gornés     | Michael Geerts Grégoire Barrère                      | Emilio Nava Tim van Rijthoven Adrián Menéndez Maceiras Federico Zeballos            |
| 19 luglio | Tampere Open Tampere, Finlandia Challenger 80 – 44 820 € Terra rossa – 32S/16Q/16D Singolare - Doppio                           | Jiří Lehečka 5–7, 6–4, 6–3                            | Nicolás Kicker                         | Botic van de Zandschulp Kyrian Jacquet               | Dmitrij Popko Mario Vilella Martínez Otto Virtanen Geoffrey Blancaneaux             |
| 19 luglio | Tampere Open Tampere, Finlandia Challenger 80 – 44 820 € Terra rossa – 32S/16Q/16D Singolare - Doppio                           | Pedro Cachín Facundo Mena 7–5, 6–3                    | Orlando Luz Felipe Meligeni Alves      | Botic van de Zandschulp Kyrian Jacquet               | Dmitrij Popko Mario Vilella Martínez Otto Virtanen Geoffrey Blancaneaux             |
| 26 luglio | Poznań Open Poznań, Polonia Challenger 90 – 66 640 € Terra rossa – 32S/16Q/16D Singolare - Doppio                               | Bernabé Zapata Miralles 6–3, 6–2                      | Jiří Lehečka                           | Dmitrij Popko Aleksandr Ševčenko                     | Alexandre Müller Nicolás Kicker Zdeněk Kolář Botic van de Zandschulp                |
| 26 luglio | Poznań Open Poznań, Polonia Challenger 90 – 66 640 € Terra rossa – 32S/16Q/16D Singolare - Doppio                               | Zdeněk Kolář Jiří Lehečka 6–4, 3–6, [10–5]            | Karol Drzewiecki Aleksandar Vukic      | Dmitrij Popko Aleksandr Ševčenko                     | Alexandre Müller Nicolás Kicker Zdeněk Kolář Botic van de Zandschulp                |
| 26 luglio | Open Castilla y León Segovia, Spagna Challenger 90 – 66 640 € Cemento – 32S/16Q/16D Singolare - Doppio                          | Benjamin Bonzi 7–6(10), 3–6, 6–4                      | Tim van Rijthoven                      | Hugo Grenier Nicolas Moreno de Alboran               | Feliciano López Mathias Bourgue Altuğ Çelikbilek Dalibor Svrčina                    |
| 26 luglio | Open Castilla y León Segovia, Spagna Challenger 90 – 66 640 € Cemento – 32S/16Q/16D Singolare - Doppio                          | Robert Galloway Alex Lawson 7–6(8), 6–4               | JC Aragone Nicolás Barrientos          | Hugo Grenier Nicolas Moreno de Alboran               | Feliciano López Mathias Bourgue Altuğ Çelikbilek Dalibor Svrčina                    |
| 26 luglio | Lexington Challenger Lexington, Stati Uniti Challenger 80 – 52 080 $ Cemento – 32S/16Q/16D Singolare - Doppio                   | Jason Kubler 7–5, 6(2)–7, 7–5                         | Alejandro Tabilo                       | Thanasi Kokkinakis Ernesto Escobedo                  | Jenson Brooksby Ramkumar Ramanathan Darian King Genaro Alberto Olivieri             |
| 26 luglio | Lexington Challenger Lexington, Stati Uniti Challenger 80 – 52 080 $ Cemento – 32S/16Q/16D Singolare - Doppio                   | Liam Draxl Stefan Kozlov 6–2, 6(5)–7, [10–7]          | Alex Rybakov Reese Stalder             | Thanasi Kokkinakis Ernesto Escobedo                  | Jenson Brooksby Ramkumar Ramanathan Darian King Genaro Alberto Olivieri             |
| 26 luglio | Internazionali di Tennis Città di Trieste Trieste, Italia Challenger 80 – 44 820 € Terra rossa – 32S/16Q/16D Singolare - Doppio | Tomás Martín Etcheverry 6–1, 6–1                      | Thiago Agustín Tirante                 | Damir Džumhur Timofej Skatov                         | Maximilian Marterer Orlando Luz Vitaliy Sachko Flavio Cobolli                       |
| 26 luglio | Internazionali di Tennis Città di Trieste Trieste, Italia Challenger 80 – 44 820 € Terra rossa – 32S/16Q/16D Singolare - Doppio | Orlando Luz Felipe Meligeni Alves 7–5, 6(6)–7, [10–5] | Antoine Hoang Albano Olivetti          | Damir Džumhur Timofej Skatov                         | Maximilian Marterer Orlando Luz Vitaliy Sachko Flavio Cobolli                       |

### Agosto
| Settimana | Torneo | Campione                                               | Finalista                            | Semifinalisti                          | Eliminati ai quarti                                                              |
| --------- | --- | ------------------------------------------------------ | ------------------------------------ | -------------------------------------- | -------------------------------------------------------------------------------- |
| 2 agosto  | Internazionali di Tennis del Friuli Venezia Giulia Cordenons, Italia Challenger 80 – 44 820 € Terra rossa – 32S/16Q/16D Singolare - Doppio | Francisco Cerúndolo 6–1, 6–2                           | Tomás Martín Etcheverry              | Andrea Collarini Marc-Andrea Hüsler    | Stefano Travaglia Juan Pablo Varillas Giulio Zeppieri Marcelo Tomás Barrios Vera |
| 2 agosto  | Internazionali di Tennis del Friuli Venezia Giulia Cordenons, Italia Challenger 80 – 44 820 € Terra rossa – 32S/16Q/16D Singolare - Doppio | Orlando Luz Rafael Matos 6–4, 7–6(5)                   | Sergio Galdós Renzo Olivo            | Andrea Collarini Marc-Andrea Hüsler    | Stefano Travaglia Juan Pablo Varillas Giulio Zeppieri Marcelo Tomás Barrios Vera |
| 2 agosto  | Liberec Open Liberec, Repubblica Ceca Challenger 80 – 44 820 € Terra rossa – 32S/16Q/16D Singolare - Doppio                                | Alex Molčan 6–0, 6–1                                   | Tomáš Macháč                         | Botic van de Zandschulp Malek Jaziri   | Kamil Majchrzak Marc Polmans Gerald Melzer Alexander Ritschard                   |
| 2 agosto  | Liberec Open Liberec, Repubblica Ceca Challenger 80 – 44 820 € Terra rossa – 32S/16Q/16D Singolare - Doppio                                | Roman Jebavý Igor Zelenay 6–2, 6(6)–7, [10–5]          | Geoffrey Blancaneaux Maxime Janvier  | Botic van de Zandschulp Malek Jaziri   | Kamil Majchrzak Marc Polmans Gerald Melzer Alexander Ritschard                   |
| 9 agosto  | San Marino Open San Marino, San Marino Challenger 90 – 66 640 € Terra rossa – 32S/16Q/16D Singolare - Doppio                               | Holger Rune 1–6, 6–2, 6–3                              | Orlando Luz                          | Marco Cecchinato Hugo Dellien          | Pavel Kotov João Menezes Felipe Meligeni Alves Maxime Janvier                    |
| 9 agosto  | San Marino Open San Marino, San Marino Challenger 90 – 66 640 € Terra rossa – 32S/16Q/16D Singolare - Doppio                               | Zdeněk Kolář Luis David Martínez 1–6, 6–3, [10–3]      | Rafael Matos João Menezes            | Marco Cecchinato Hugo Dellien          | Pavel Kotov João Menezes Felipe Meligeni Alves Maxime Janvier                    |
| 9 agosto  | Meerbusch Challenger Meerbusch, Germania Challenger 80 – 44 820 € Terra rossa – 32S/16Q/16D Singolare - Doppio                             | Marcelo Tomás Barrios Vera 7–6(7), 6–3                 | Juan Manuel Cerúndolo                | Robin Haase Botic van de Zandschulp    | Daniel Altmaier Mats Moraing Lukáš Klein Filip Horanský                          |
| 9 agosto  | Meerbusch Challenger Meerbusch, Germania Challenger 80 – 44 820 € Terra rossa – 32S/16Q/16D Singolare - Doppio                             | Szymon Walków Jan Zieliński 6–3, 6–1                   | Dustin Brown Robin Haase             | Robin Haase Botic van de Zandschulp    | Daniel Altmaier Mats Moraing Lukáš Klein Filip Horanský                          |
| 9 agosto  | TK Sparta Praga Challenger Praga, Repubblica Ceca Challenger 50 – 31 440 € Terra rossa – 32S/16Q/16D Singolare - Doppio                    | Dalibor Svrčina 6–0, 7–5                               | Dmitry Popko                         | Jonáš Forejtek Facundo Mena            | Nikola Milojević Evan Furness Camilo Ugo Carabelli Riccardo Bonadio              |
| 9 agosto  | TK Sparta Praga Challenger Praga, Repubblica Ceca Challenger 50 – 31 440 € Terra rossa – 32S/16Q/16D Singolare - Doppio                    | Jonáš Forejtek Michael Vrbenský 6–1, 6–4               | Evgenij Karlovskij Evgenii Tiurnev   | Jonáš Forejtek Facundo Mena            | Nikola Milojević Evan Furness Camilo Ugo Carabelli Riccardo Bonadio              |
| 16 agosto | Internazionali di Tennis Verona Verona, Italia Challenger 80 – 44 820 € Terra rossa – 32S/16Q/16D Singolare - Doppio                       | Holger Rune 6–4, 6–2                                   | Nino Serdarušić                      | Carlos Taberner Jay Clarke             | Dmitry Popko Gastão Elias Riccardo Bonadio Maxime Janvier                        |
| 16 agosto | Internazionali di Tennis Verona Verona, Italia Challenger 80 – 44 820 € Terra rossa – 32S/16Q/16D Singolare - Doppio                       | Sadio Doumbia Fabien Reboul 7–5, 4–6, [10–6]           | Luca Margaroli Gonçalo Oliveira      | Carlos Taberner Jay Clarke             | Dmitry Popko Gastão Elias Riccardo Bonadio Maxime Janvier                        |
| 16 agosto | Sauerland Open Lüdenscheid, Germania Challenger 80 – 44 820 € Terra rossa – 32S/16Q/16D Singolare - Doppio                                 | Daniel Altmaier 7–6(1), 4–6, 6–3                       | Nicolás Jarry                        | Julian Lenz Juan Manuel Cerúndolo      | Mirza Bašić Duje Ajduković Javier Barranco Cosano Camilo Ugo Carabelli           |
| 16 agosto | Sauerland Open Lüdenscheid, Germania Challenger 80 – 44 820 € Terra rossa – 32S/16Q/16D Singolare - Doppio                                 | Ivan Sabanov Matej Sabanov 6–4, 2–6, [12–10]           | Denys Molčanov Oleksandr Nedovjesov  | Julian Lenz Juan Manuel Cerúndolo      | Mirza Bašić Duje Ajduković Javier Barranco Cosano Camilo Ugo Carabelli           |
| 23 agosto | Open Città della Disfida Barletta, Italia Challenger 80 – 44 820 € Terra rossa – 32S/16Q/16D Singolare - Doppio                            | Giulio Zeppieri 6–1, 3–6, 6–3                          | Flavio Cobolli                       | Thiago Agustín Tirante Tseng Chun-hsin | Nicolás Álvarez Aziz Dougaz Andrea Vavassori Julian Ocleppo                      |
| 23 agosto | Open Città della Disfida Barletta, Italia Challenger 80 – 44 820 € Terra rossa – 32S/16Q/16D Singolare - Doppio                            | Marco Bortolotti Cristian Rodríguez 6–2, 6–4           | Gijs Brouwer Jelle Sels              | Thiago Agustín Tirante Tseng Chun-hsin | Nicolás Álvarez Aziz Dougaz Andrea Vavassori Julian Ocleppo                      |
| 23 agosto | Polish Cup Varsavia, Polonia Challenger 80 – 44 820 € Terra rossa – 32S/16Q/16D Singolare - Doppio                                         | Camilo Ugo Carabelli 6–4, 6–2                          | Nino Serdarušić                      | Javier Barranco Cosano Jozef Kovalík   | Nicolás Jarry Lukáš Klein Michael Vrbenský Lucas Miedler                         |
| 23 agosto | Polish Cup Varsavia, Polonia Challenger 80 – 44 820 € Terra rossa – 32S/16Q/16D Singolare - Doppio                                         | Hans Hach Verdugo Miguel Ángel Reyes Varela 6–4, 6–4   | Vladyslav Manafov Piotr Matuszewski  | Javier Barranco Cosano Jozef Kovalík   | Nicolás Jarry Lukáš Klein Michael Vrbenský Lucas Miedler                         |
| 23 agosto | Prague Open Challenger III Praga, Repubblica Ceca Challenger 50 – 31 440 € Terra rossa – 32S/16Q/16D Singolare - Doppio                    | Franco Agamenone 6–3, 6–1                              | Ryan Peniston                        | Genaro Alberto Olivieri Igor Sijsling  | Evgenij Karlovskij Facundo Díaz Acosta Michael Geerts Kaichi Uchida              |
| 23 agosto | Prague Open Challenger III Praga, Repubblica Ceca Challenger 50 – 31 440 € Terra rossa – 32S/16Q/16D Singolare - Doppio                    | Victor Vlad Cornea Petros Tsitsipas 6–3, 3–6, [10–8]   | Martin Krumich Andrew Paulson        | Genaro Alberto Olivieri Igor Sijsling  | Evgenij Karlovskij Facundo Díaz Acosta Michael Geerts Kaichi Uchida              |
| 30 agosto | Città di Como Challenger Como, Italia Challenger 80 – 44 820 € Terra rossa – 32S/16Q/16D Singolare - Doppio                                | Juan Manuel Cerúndolo 7–5, 7–6(7)                      | Gian Marco Moroni                    | Daniel Altmaier Andrea Vavassori       | Riccardo Bonadio Nino Serdarušić Andrea Arnaboldi Jozef Kovalík                  |
| 30 agosto | Città di Como Challenger Como, Italia Challenger 80 – 44 820 € Terra rossa – 32S/16Q/16D Singolare - Doppio                                | Rafael Matos Felipe Meligeni Alves 6(2)–7, 6–4, [10–6] | Luis David Martínez Andrea Vavassori | Daniel Altmaier Andrea Vavassori       | Riccardo Bonadio Nino Serdarušić Andrea Arnaboldi Jozef Kovalík                  |
| 30 agosto | Saint-Tropez Open Saint-Tropez, Francia Challenger 80 – 44 820 € Cemento – 32S/16Q/16D Singolare - Doppio                                  | Benjamin Bonzi 6(10)–7, 6–1, rit.                      | Christopher O'Connell                | Hugo Grenier Thanasi Kokkinakis        | Enzo Couacaud Constant Lestienne Grégoire Barrère Alexandre Müller               |
| 30 agosto | Saint-Tropez Open Saint-Tropez, Francia Challenger 80 – 44 820 € Cemento – 32S/16Q/16D Singolare - Doppio                                  | Antonio Šančić Artem Sitak 7–6(5), 6–4                 | Romain Arneodo Manuel Guinard        | Hugo Grenier Thanasi Kokkinakis        | Enzo Couacaud Constant Lestienne Grégoire Barrère Alexandre Müller               |
| 30 agosto | Rafa Nadal Open Manacor, Spagna Challenger 80 – 44 820 € Cemento – 32S/16Q/16D Singolare - Doppio                                          | Lukáš Lacko 5–7, 7–6(8), 6–1                           | Yasutaka Uchiyama                    | Michael Geerts Tobias Kamke            | Ramkumar Ramanathan João Sousa Frederico Ferreira Silva Fernando Verdasco        |
| 30 agosto | Rafa Nadal Open Manacor, Spagna Challenger 80 – 44 820 € Cemento – 32S/16Q/16D Singolare - Doppio                                          | Karol Drzewiecki Sergio Martos Gornés 6–4, 4–6, [10–3] | Fernando Romboli Jan Zieliński       | Michael Geerts Tobias Kamke            | Ramkumar Ramanathan João Sousa Frederico Ferreira Silva Fernando Verdasco        |

### Settembre
| Settimana    | Torneo | Campione                                                   | Finalista                                       | Semifinalisti                              | Eliminati ai quarti                                                                   |
| ------------ | --- | ---------------------------------------------------------- | ----------------------------------------------- | ------------------------------------------ | ------------------------------------------------------------------------------------- |
| 6 settembre  | NÖ Open Tulln an der Donau, Austria Challenger 100 – 88 520 € Terra rossa – 32S/16Q/16D Singolare - Doppio                   | Mats Moraing 6–2, 6–1                                      | Hugo Gaston                                     | Kamil Majchrzak Jiří Veselý                | Filip Misolic Marc-Andrea Hüsler Thiago Monteiro Dennis Novak                         |
| 6 settembre  | NÖ Open Tulln an der Donau, Austria Challenger 100 – 88 520 € Terra rossa – 32S/16Q/16D Singolare - Doppio                   | Dustin Brown Andrea Vavassori 7–6(5), 6–1                  | Rafael Matos Felipe Meligeni Alves              | Kamil Majchrzak Jiří Veselý                | Filip Misolic Marc-Andrea Hüsler Thiago Monteiro Dennis Novak                         |
| 6 settembre  | Copa Sevilla Siviglia, Spagna Challenger 90 – 66 640 € Terra gialla– 32S/16Q/16D Singolare - Doppio                          | Pedro Martínez 6–4, 6–1                                    | Roberto Carballés Baena                         | Carlos Taberner Marcelo Tomás Barrios Vera | Pablo Andújar Luciano Darderi Gian Marco Moroni Flavio Cobolli                        |
| 6 settembre  | Copa Sevilla Siviglia, Spagna Challenger 90 – 66 640 € Terra gialla– 32S/16Q/16D Singolare - Doppio                          | David Vega Hernández Mark Vervoort 6–3, 6(7)–7, [10–7]     | Javier Barranco Cosano Sergio Martos Gornés     | Carlos Taberner Marcelo Tomás Barrios Vera | Pablo Andújar Luciano Darderi Gian Marco Moroni Flavio Cobolli                        |
| 6 settembre  | Banja Luka Challenger Banja Luka, Bosnia ed Erzegovina Challenger 80 – 44 820 € Terra rossa – 32S/16Q/16D Singolare - Doppio | Juan Manuel Cerúndolo 6–3, 6–1                             | Nikola Milojević                                | Andrej Martin Tomás Martín Etcheverry      | Carlos Gómez-Herrera Zdeněk Kolář Marko Topo Tseng Chun-hsin                          |
| 6 settembre  | Banja Luka Challenger Banja Luka, Bosnia ed Erzegovina Challenger 80 – 44 820 € Terra rossa – 32S/16Q/16D Singolare - Doppio | Antonio Šančić Nino Serdarušić 6–3, 6–3                    | Ivan Sabanov Matej Sabanov                      | Andrej Martin Tomás Martín Etcheverry      | Carlos Gómez-Herrera Zdeněk Kolář Marko Topo Tseng Chun-hsin                          |
| 6 settembre  | Cassis Open Provence Cassis, Francia Challenger 80 – 44 820 € Cemento – 32S/16Q/16D Singolare - Doppio                       | Benjamin Bonzi 7–6(4), 6–4                                 | Lucas Pouille                                   | Kacper Żuk Liam Broady                     | Luca Van Assche Thanasi Kokkinakis Ramkumar Ramanathan Clément Chidekh                |
| 6 settembre  | Cassis Open Provence Cassis, Francia Challenger 80 – 44 820 € Cemento – 32S/16Q/16D Singolare - Doppio                       | Sriram Balaji Ramkumar Ramanathan 6–4, 3–6, [10–6]         | Hans Hach Verdugo Miguel Ángel Reyes Varela     | Kacper Żuk Liam Broady                     | Luca Van Assche Thanasi Kokkinakis Ramkumar Ramanathan Clément Chidekh                |
| 6 settembre  | Kyiv Open Kiev, Ucraina Challenger 80 – 52 080 $ Terra rossa – 32S/16Q/16D Singolare - Doppio                                | Franco Agamenone 7–5, 6–2                                  | Sebastián Báez                                  | Ergi Kırkın Timofej Skatov                 | Filip Jianu Dmitry Popko Nuno Borges Oleksii Krutykh                                  |
| 6 settembre  | Kyiv Open Kiev, Ucraina Challenger 80 – 52 080 $ Terra rossa – 32S/16Q/16D Singolare - Doppio                                | Orlando Luz Oleksandr Nedovjesov 6–4, 6–4                  | Denys Molčanov Serhij Stachovs'kyj              | Ergi Kırkın Timofej Skatov                 | Filip Jianu Dmitry Popko Nuno Borges Oleksii Krutykh                                  |
| 13 settembre | Szczecin Open Stettino, Polonia Challenger 125 – 132 280 € Terra rossa – 32S/16Q/16D Singolare – Doppio                      | Zdeněk Kolář 7–6(4), 7–5                                   | Kamil Majchrzak                                 | Nicola Kuhn Yannick Hanfmann               | Marco Trungelliti Jesper de Jong Paweł Ciaś Holger Rune                               |
| 13 settembre | Szczecin Open Stettino, Polonia Challenger 125 – 132 280 € Terra rossa – 32S/16Q/16D Singolare – Doppio                      | Santiago González Andrés Molteni 2–6, 6–2, [15–13]         | André Göransson Nathaniel Lammons               | Nicola Kuhn Yannick Hanfmann               | Marco Trungelliti Jesper de Jong Paweł Ciaś Holger Rune                               |
| 13 settembre | Open de Rennes Rennes, Francia Challenger 90 – 66 640 € Cemento (i) – 32S/16Q/16D Singolare – Doppio                         | Benjamin Bonzi 7–6(3), 7–6(3)                              | Mats Moraing                                    | Richard Gasquet Arthur Rinderknech         | Roman Safiullin Tejmuraz Gabašvili Liam Broady Lucas Pouille                          |
| 13 settembre | Open de Rennes Rennes, Francia Challenger 90 – 66 640 € Cemento (i) – 32S/16Q/16D Singolare – Doppio                         | Bart Stevens Tim van Rijthoven 6(2)–7, 7–5, [10–3]         | Marek Gengel Tomáš Macháč                       | Richard Gasquet Arthur Rinderknech         | Roman Safiullin Tejmuraz Gabašvili Liam Broady Lucas Pouille                          |
| 13 settembre | Cary Challenger II Cary, Stati Uniti Challenger 80 – 52 080 $ Cemento – 32S/16Q/16D Singolare – Doppio                       | Mitchell Krueger 6–4, 6–3                                  | Bjorn Fratangelo                                | Aleksandar Vukic Denis Kudla               | Ryan Peniston Zachary Svajda Max Purcell Michael Mmoh                                 |
| 13 settembre | Cary Challenger II Cary, Stati Uniti Challenger 80 – 52 080 $ Cemento – 32S/16Q/16D Singolare – Doppio                       | William Blumberg Max Schnur 6–4, 1–6, [10–4]               | Stefan Kozlov Peter Polansky                    | Aleksandar Vukic Denis Kudla               | Ryan Peniston Zachary Svajda Max Purcell Michael Mmoh                                 |
| 13 settembre | Istanbul Challenger II Istanbul, Turchia Challenger 80 – 52 080 $ Cemento – 32S/16Q/16D Singolare – Doppio                   | James Duckworth 6–4, 6–2                                   | Wu Tung-lin                                     | Quentin Halys Borna Gojo                   | Hugo Grenier Yasutaka Uchiyama Geoffrey Blancaneaux Aldin Šetkić                      |
| 13 settembre | Istanbul Challenger II Istanbul, Turchia Challenger 80 – 52 080 $ Cemento – 32S/16Q/16D Singolare – Doppio                   | Radu Albot Alexander Cozbinov 4–6, 7–5, [11–9]             | Antonio Šančić Artem Sitak                      | Quentin Halys Borna Gojo                   | Hugo Grenier Yasutaka Uchiyama Geoffrey Blancaneaux Aldin Šetkić                      |
| 13 settembre | Quito Challenger Quito, Ecuador Challenger 80 – 52 080 $ Terra rossa – 32S/16Q/16D Singolare – Doppio                        | Facundo Mena 6–4, 6–4                                      | Gonzalo Lama                                    | Pol Martín Tiffon Alexis Gautier           | Juan Pablo Ficovich Thiago Agustín Tirante Genaro Alberto Olivieri Matthieu Perchicot |
| 13 settembre | Quito Challenger Quito, Ecuador Challenger 80 – 52 080 $ Terra rossa – 32S/16Q/16D Singolare – Doppio                        | Alejandro Gómez Thiago Agustín Tirante 7–5, 6(5)–7, [10–8] | Adrián Menéndez Maceiras Mario Vilella Martínez | Pol Martín Tiffon Alexis Gautier           | Juan Pablo Ficovich Thiago Agustín Tirante Genaro Alberto Olivieri Matthieu Perchicot |
| 20 settembre | Ambato La Gran Ciudad Ambato, Ecuador Challenger 80 – 52 080 $ Terra rossa – 32S/16Q/16D Singolare – Doppio                  | Thiago Agustín Tirante 7–5, 7–5                            | Juan Pablo Varillas                             | Juan Pablo Ficovich Facundo Mena           | Matías Zukas Johan Nikles Gerald Melzer Alexis Gautier                                |
| 20 settembre | Ambato La Gran Ciudad Ambato, Ecuador Challenger 80 – 52 080 $ Terra rossa – 32S/16Q/16D Singolare – Doppio                  | Diego Hidalgo Cristian Rodríguez 6–3, 4–6, [10–3]          | Alejandro Gómez Thiago Agustín Tirante          | Juan Pablo Ficovich Facundo Mena           | Matías Zukas Johan Nikles Gerald Melzer Alexis Gautier                                |
| 20 settembre | Challenger Biel/Bienne Biel/Bienne, Svizzera Challenger 80 – 44 820 € Cemento (i) – 32S/16Q/16D Singolare – Doppio           | Liam Broady 7–5, 6–3                                       | Marc-Andrea Hüsler                              | Dominic Stricker Tim van Rijthoven         | Antoine Escoffier João Sousa Ramkumar Ramanathan Tobias Kamke                         |
| 20 settembre | Challenger Biel/Bienne Biel/Bienne, Svizzera Challenger 80 – 44 820 € Cemento (i) – 32S/16Q/16D Singolare – Doppio           | Ruben Bemelmans Daniel Masur walkover                      | Marc-Andrea Hüsler Dominic Stricker             | Dominic Stricker Tim van Rijthoven         | Antoine Escoffier João Sousa Ramkumar Ramanathan Tobias Kamke                         |
| 20 settembre | Braga Open Braga, Portogallo Challenger 80 – 44 820 € Terra rossa – 32S/16Q/16D Singolare – Doppio                           | Thiago Monteiro 7–5, 7–5                                   | Nikola Milojević                                | Hugo Gaston Nikolás Sánchez Izquierdo      | Jesper de Jong Cedrik-Marcel Stebe Andrea Arnaboldi Tarō Daniel                       |
| 20 settembre | Braga Open Braga, Portogallo Challenger 80 – 44 820 € Terra rossa – 32S/16Q/16D Singolare – Doppio                           | Nuno Borges Francisco Cabral 6–3, 6(4)–7, [10–5]           | Jesper de Jong Bart Stevens                     | Hugo Gaston Nikolás Sánchez Izquierdo      | Jesper de Jong Cedrik-Marcel Stebe Andrea Arnaboldi Tarō Daniel                       |
| 20 settembre | Bucarest Challenger Bucarest, Romania Challenger 80 – 44 820 € Terra rossa – 32S/16Q/16D Singolare – Doppio                  | Jiří Lehečka 6–3, 6–2                                      | Filip Horanský                                  | Lorenzo Giustino Stefano Travaglia         | Vitaliy Sachko David Ionel Thanasi Kokkinakis Riccardo Bonadio                        |
| 20 settembre | Bucarest Challenger Bucarest, Romania Challenger 80 – 44 820 € Terra rossa – 32S/16Q/16D Singolare – Doppio                  | Ruben Gonzales Hunter Johnson 1–6, 6–2, [10–3]             | Maximilian Marterer Lukáš Rosol                 | Lorenzo Giustino Stefano Travaglia         | Vitaliy Sachko David Ionel Thanasi Kokkinakis Riccardo Bonadio                        |
| 20 settembre | Columbus Challenger Columbus, Stati Uniti Challenger 80 – 52 080 $ Cemento (i) – 32S/16Q/16D Singolare – Doppio              | Stefan Kozlov 4–6, 6–2, 6–4                                | Max Purcell                                     | Jeffrey John Wolf Aleksandar Vukic         | Mikael Torpegaard Tennys Sandgren Alex Bolt Nicolás Mejía                             |
| 20 settembre | Columbus Challenger Columbus, Stati Uniti Challenger 80 – 52 080 $ Cemento (i) – 32S/16Q/16D Singolare – Doppio              | Stefan Kozlov Peter Polansky 7–5, 7–6(5)                   | Andrew Lutschaunig James Trotter                | Jeffrey John Wolf Aleksandar Vukic         | Mikael Torpegaard Tennys Sandgren Alex Bolt Nicolás Mejía                             |
| 27 settembre | Open d'Orléans Orléans, Francia Challenger 125 – 132 280 € Cemento (i) – 32S/16Q/16D Singolare – Doppio                      | Henri Laaksonen 6–1, 2–6, 6–2                              | Dennis Novak                                    | Corentin Moutet Jiří Veselý                | Ruben Bemelmans Hugo Grenier Richard Gasquet Holger Rune                              |
| 27 settembre | Open d'Orléans Orléans, Francia Challenger 125 – 132 280 € Cemento (i) – 32S/16Q/16D Singolare – Doppio                      | Pierre-Hugues Herbert Albano Olivetti 6–2, 2–6, [11–9]     | Antoine Hoang Kyrian Jacquet                    | Corentin Moutet Jiří Veselý                | Ruben Bemelmans Hugo Grenier Richard Gasquet Holger Rune                              |
| 27 settembre | Lisboa Belém Open Lisbona, Portogallo Challenger 80 – 44 820 € Terra rossa – 32S/16Q/16D Singolare – Doppio                  | Dmitry Popko 6–2, 6–4                                      | Andrea Pellegrino                               | Andrej Martin Hugo Gaston                  | Frederico Ferreira Silva Nikola Milojević João Domingues Cedrik-Marcel Stebe          |
| 27 settembre | Lisboa Belém Open Lisbona, Portogallo Challenger 80 – 44 820 € Terra rossa – 32S/16Q/16D Singolare – Doppio                  | Jeevan Nedunchezhiyan Purav Raja 7–6(5), 6–3               | Nuno Borges Francisco Cabral                    | Andrej Martin Hugo Gaston                  | Frederico Ferreira Silva Nikola Milojević João Domingues Cedrik-Marcel Stebe          |
| 27 settembre | Lima Challenger Lima, Perù Challenger 80 – 52 080 $ Terra rossa – 32S/16Q/16D Singolare – Doppio                             | Hugo Dellien 6–3, 7–5                                      | Camilo Ugo Carabelli                            | Johan Nikles Gerald Melzer                 | Eduard Esteve Lobato Nicolás Kicker Juan Manuel Cerúndolo Renzo Olivo                 |
| 27 settembre | Lima Challenger Lima, Perù Challenger 80 – 52 080 $ Terra rossa – 32S/16Q/16D Singolare – Doppio                             | Julian Lenz Gerald Melzer 7–6(4), 7–6(3)                   | Nicolás Barrientos Fernando Romboli             | Johan Nikles Gerald Melzer                 | Eduard Esteve Lobato Nicolás Kicker Juan Manuel Cerúndolo Renzo Olivo                 |
| 27 settembre | Murcia Open Murcia, Spagna Challenger 80 – 44 820 € Terra rossa – 32S/16Q/16D Singolare – Doppio                             | Tallon Griekspoor 3–6, 7–5, 6–3                            | Roberto Carballés Baena                         | Mathias Bourgue Flavio Cobolli             | Evan Furness Andrea Collarini Nicola Kuhn Miljan Zekić                                |
| 27 settembre | Murcia Open Murcia, Spagna Challenger 80 – 44 820 € Terra rossa – 32S/16Q/16D Singolare – Doppio                             | Raul Brancaccio Flavio Cobolli 6–3, 7–6(4)                 | Alberto Barroso Campos Roberto Carballés Baena  | Mathias Bourgue Flavio Cobolli             | Evan Furness Andrea Collarini Nicola Kuhn Miljan Zekić                                |
| 27 settembre | Sibiu Open Sibiu, Romania Challenger 80 – 44 820 € Terra rossa – 32S/16Q/16D Singolare – Doppio                              | Stefano Travaglia 7–6(4), 6–2                              | Thanasi Kokkinakis                              | Sumit Nagal Marc-Andrea Hüsler             | Zdeněk Kolář Geoffrey Blancaneaux Alex Molčan Franco Agamenone                        |
| 27 settembre | Sibiu Open Sibiu, Romania Challenger 80 – 44 820 € Terra rossa – 32S/16Q/16D Singolare – Doppio                              | Alexander Erler Lucas Miedler 6–3, 6-1                     | James Cerretani Luca Margaroli                  | Sumit Nagal Marc-Andrea Hüsler             | Zdeněk Kolář Geoffrey Blancaneaux Alex Molčan Franco Agamenone                        |

### Ottobre
| Settimana  | Torneo | Campione                                               | Finalista                                     | Semifinalisti                                           | Eliminati ai quarti                                                              |
| ---------- | --- | ------------------------------------------------------ | --------------------------------------------- | ------------------------------------------------------- | -------------------------------------------------------------------------------- |
| 4 ottobre  | Internationaux de Tennis de Vendée Mouilleron-le-Captif, Francia Challenger 90 – 66 640 € Cemento (i) – 32S/16Q/16D Singolare – Doppio | Jiří Veselý 6–4, 6–4                                   | Norbert Gombos                                | Andreas Seppi Mats Rosenkranz                           | Pierre-Hugues Herbert Dennis Novak Quentin Halys Mats Moraing                    |
| 4 ottobre  | Internationaux de Tennis de Vendée Mouilleron-le-Captif, Francia Challenger 90 – 66 640 € Cemento (i) – 32S/16Q/16D Singolare – Doppio | Jonathan Eysseric Quentin Halys 4–6, 7–6(5), [10–8]    | David Pel Aisam-ul-Haq Qureshi                | Andreas Seppi Mats Rosenkranz                           | Pierre-Hugues Herbert Dennis Novak Quentin Halys Mats Moraing                    |
| 4 ottobre  | Sánchez-Casal Cup Barcellona, Spagna Challenger 80 – 44 820 € Terra rossa – 32S/16Q/16D Singolare – Doppio                             | Dimitar Kuzmanov 6–3, 6–0                              | Hugo Gaston                                   | Alexandre Müller Alex Molčan                            | Nicolás Álvarez Varona Matteo Martineau Tejmuraz Gabašvili Nicola Kuhn           |
| 4 ottobre  | Sánchez-Casal Cup Barcellona, Spagna Challenger 80 – 44 820 € Terra rossa – 32S/16Q/16D Singolare – Doppio                             | Harri Heliövaara Roman Jebavý 6–4, 6–3                 | Nuno Borges Francisco Cabral                  | Alexandre Müller Alex Molčan                            | Nicolás Álvarez Varona Matteo Martineau Tejmuraz Gabašvili Nicola Kuhn           |
| 4 ottobre  | Tennis Napoli Cup Napoli, Italia Challenger 80 – 44 820 € Terra rossa – 32S/16Q/16D Singolare – Doppio                                 | Tallon Griekspoor 6–3, 6–2                             | Andrea Pellegrino                             | Stefano Travaglia Duje Ajduković                        | Andrea Vavassori Gian Marco Moroni Raul Brancaccio Mirza Bašić                   |
| 4 ottobre  | Tennis Napoli Cup Napoli, Italia Challenger 80 – 44 820 € Terra rossa – 32S/16Q/16D Singolare – Doppio                                 | Dustin Brown Andrea Vavassori 7–5, 7–6(5)              | Mirza Bašić Nino Serdarušić                   | Stefano Travaglia Duje Ajduković                        | Andrea Vavassori Gian Marco Moroni Raul Brancaccio Mirza Bašić                   |
| 4 ottobre  | Santiago Challenger II Santiago, Cile Challenger 80 – 52 080 $ Terra rossa – 32S/16Q/16D Singolare – Doppio                            | Juan Pablo Varillas 6–4, 7–5                           | Sebastián Báez                                | Nicolás Jarry Francisco Cerúndolo                       | Facundo Mena Hugo Dellien Gerald Melzer Gonzalo Lama                             |
| 4 ottobre  | Santiago Challenger II Santiago, Cile Challenger 80 – 52 080 $ Terra rossa – 32S/16Q/16D Singolare – Doppio                            | Diego Hidalgo Nicolás Jarry 6–3, 5–7, [10–6]           | Evan King Max Schnur                          | Nicolás Jarry Francisco Cerúndolo                       | Facundo Mena Hugo Dellien Gerald Melzer Gonzalo Lama                             |
| 11 ottobre | JC Ferrero Challenger Open Alicante, Spagna Challenger 80 – 44 820 € Cemento – 32S/16Q/16D Singolare – Doppio                          | Constant Lestienne 6–4, 6–3                            | Hugo Grenier                                  | João Sousa Oscar Otte                                   | Frederico Ferreira Silva Lucas Miedler Denis Yevseyev Nuno Borges                |
| 11 ottobre | JC Ferrero Challenger Open Alicante, Spagna Challenger 80 – 44 820 € Cemento – 32S/16Q/16D Singolare – Doppio                          | Denys Molčanov David Vega Hernández 6–4, 6–2           | Romain Arneodo Matt Reid                      | João Sousa Oscar Otte                                   | Frederico Ferreira Silva Lucas Miedler Denis Yevseyev Nuno Borges                |
| 11 ottobre | Vesuvio Cup Ercolano, Italia Challenger 80 – 44 820 € Terra rossa – 32S/16Q/16D Singolare – Doppio                                     | Tallon Griekspoor 6–3, 6–2                             | Alexander Ritschard                           | Flavio Cobolli Franco Agamenone                         | Manuel Guinard Lorenzo Giustino Bernabé Zapata Miralles Gian Marco Moroni        |
| 11 ottobre | Vesuvio Cup Ercolano, Italia Challenger 80 – 44 820 € Terra rossa – 32S/16Q/16D Singolare – Doppio                                     | Marco Bortolotti Sergio Martos Gornés 6–4, 3–6, [10–7] | Dustin Brown Andrea Vavassori                 | Flavio Cobolli Franco Agamenone                         | Manuel Guinard Lorenzo Giustino Bernabé Zapata Miralles Gian Marco Moroni        |
| 11 ottobre | Santiago Challenger III Santiago, Cile Challenger 80 – 52 080 $ Terra rossa – 32S/16Q/16D Singolare – Doppio                           | Sebastián Báez 3–6, 7–6(6), 6–1                        | Felipe Meligeni Alves                         | Matheus Pucinelli de Almeida Marcelo Tomás Barrios Vera | Juan Manuel Cerúndolo Juan Pablo Varillas Francisco Cerúndolo Gerald Melzer      |
| 11 ottobre | Santiago Challenger III Santiago, Cile Challenger 80 – 52 080 $ Terra rossa – 32S/16Q/16D Singolare – Doppio                           | Evan King Max Schnur 3–6, 7–6(3), [16–14]              | Hans Hach Verdugo Miguel Ángel Reyes Varela   | Matheus Pucinelli de Almeida Marcelo Tomás Barrios Vera | Juan Manuel Cerúndolo Juan Pablo Varillas Francisco Cerúndolo Gerald Melzer      |
| 18 ottobre | Open Bogotá Bogotà, Colombia Challenger 80 – 52 080 $ Terra rossa – 32S/16Q/16D Singolare – Doppio                                     | Gerald Melzer 6–2, 3–6, 7–6(5)                         | Facundo Mena                                  | Nicolás Barrientos Jesper de Jong                       | Oriol Roca Batalla Alexis Galarneau Nicolás Mejía Matheus Pucinelli de Almeida   |
| 18 ottobre | Open Bogotá Bogotà, Colombia Challenger 80 – 52 080 $ Terra rossa – 32S/16Q/16D Singolare – Doppio                                     | Nicolás Jarry Roberto Quiroz 6(4)–7, 7–5, [10–4]       | Nicolás Barrientos Alejandro Gómez            | Nicolás Barrientos Jesper de Jong                       | Oriol Roca Batalla Alexis Galarneau Nicolás Mejía Matheus Pucinelli de Almeida   |
| 18 ottobre | Challenger de Buenos Aires Buenos Aires, Argentina Challenger 80 – 52 080 $ Terra rossa – 32S/16Q/16D Singolare – Doppio               | Sebastián Báez 6–4, 6–0                                | Thiago Monteiro                               | Francisco Cerúndolo Juan Manuel Cerúndolo               | Tomás Martín Etcheverry Martín Cuevas Juan Pablo Varillas Hugo Dellien           |
| 18 ottobre | Challenger de Buenos Aires Buenos Aires, Argentina Challenger 80 – 52 080 $ Terra rossa – 32S/16Q/16D Singolare – Doppio               | Luciano Darderi Juan Bautista Torres 7–6(5), 7–6(10)   | Hernán Casanova Santiago Fa Rodríguez Taverna | Francisco Cerúndolo Juan Manuel Cerúndolo               | Tomás Martín Etcheverry Martín Cuevas Juan Pablo Varillas Hugo Dellien           |
| 18 ottobre | Lošinj Open Lussino, Croazia Challenger 80 – 44 820 € Terra rossa – 32S/16Q/16D Singolare – Doppio                                     | Carlos Taberner walkover                               | Marco Cecchinato                              | Nerman Fatić Alessandro Giannessi                       | Mathias Bourgue Filip Misolic Raul Brancaccio Andrea Arnaboldi                   |
| 18 ottobre | Lošinj Open Lussino, Croazia Challenger 80 – 44 820 € Terra rossa – 32S/16Q/16D Singolare – Doppio                                     | Andrej Martin Tristan-Samuel Weissborn 6–1, 7–6(5)     | Victor Vlad Cornea Ergi Kırkın                | Nerman Fatić Alessandro Giannessi                       | Mathias Bourgue Filip Misolic Raul Brancaccio Andrea Arnaboldi                   |
| 25 ottobre | Brest Challenger Brest, Francia Challenger 90 – 66 640 € Cemento (i) – 32S/16Q/16D Singolare – Doppio                                  | Brandon Nakashima 6–3, 6–3                             | João Sousa                                    | Alexandre Müller Maxime Janvier                         | Henri Laaksonen Richard Gasquet Federico Gaio Luca Van Assche                    |
| 25 ottobre | Brest Challenger Brest, Francia Challenger 90 – 66 640 € Cemento (i) – 32S/16Q/16D Singolare – Doppio                                  | Sadio Doumbia Fabien Reboul 4–6, 6–3, [10–3]           | Salvatore Caruso Federico Gaio                | Alexandre Müller Maxime Janvier                         | Henri Laaksonen Richard Gasquet Federico Gaio Luca Van Assche                    |
| 25 ottobre | Ismaning Challenger Ismaning, Germania Challenger 80 – 44 820 € Sintetico (i) – 32S/16Q/16D Singolare – Doppio                         | Oscar Otte 6–4, 6–4                                    | Lukáš Lacko                                   | Quentin Halys Maxime Cressy                             | Kacper Żuk Maximilian Marterer Jonáš Forejtek Matthias Bachinger                 |
| 25 ottobre | Ismaning Challenger Ismaning, Germania Challenger 80 – 44 820 € Sintetico (i) – 32S/16Q/16D Singolare – Doppio                         | Andre Begemann Igor Zelenay 6–2, 6–4                   | Marek Gengel Tomáš Macháč                     | Quentin Halys Maxime Cressy                             | Kacper Żuk Maximilian Marterer Jonáš Forejtek Matthias Bachinger                 |
| 25 ottobre | Las Vegas Tennis Open Las Vegas, Stati Uniti Challenger 80 – 52 080 $ Cemento – 32S/16Q/16D Singolare – Doppio                         | Jeffrey John Wolf 6–4, 6–4                             | Stefan Kozlov                                 | Aleksandar Kovacevic Michael Mmoh                       | Emilio Gómez Tarō Daniel Mikael Torpegaard Ernesto Escobedo                      |
| 25 ottobre | Las Vegas Tennis Open Las Vegas, Stati Uniti Challenger 80 – 52 080 $ Cemento – 32S/16Q/16D Singolare – Doppio                         | William Blumberg Max Schnur 7–5, 6(5)–7, [10–5]        | Jason Jung Evan King                          | Aleksandar Kovacevic Michael Mmoh                       | Emilio Gómez Tarō Daniel Mikael Torpegaard Ernesto Escobedo                      |
| 25 ottobre | Lima Challenger II Lima, Perù Challenger 80 – 52 080 $ Terra rossa – 32S/16Q/16D Singolare – Doppio                                    | Nicolás Jarry 6–2, 7–5                                 | Juan Manuel Cerúndolo                         | Juan Pablo Varillas Vít Kopřiva                         | Marcelo Tomás Barrios Vera Alejandro Tabilo Hugo Dellien Tomás Martín Etcheverry |
| 25 ottobre | Lima Challenger II Lima, Perù Challenger 80 – 52 080 $ Terra rossa – 32S/16Q/16D Singolare – Doppio                                    | Sergio Galdós Gonçalo Oliveira 6–2, 2–6, [10–5]        | Marcelo Tomás Barrios Vera Alejandro Tabilo   | Juan Pablo Varillas Vít Kopřiva                         | Marcelo Tomás Barrios Vera Alejandro Tabilo Hugo Dellien Tomás Martín Etcheverry |

### Novembre
| Settimana   | Torneo | Campione                                                    | Finalista                                         | Semifinalisti                               | Eliminati ai quarti                                                               |
| ----------- | --- | ----------------------------------------------------------- | ------------------------------------------------- | ------------------------------------------- | --------------------------------------------------------------------------------- |
| 1º novembre | Charlottesville Men's Pro Challenger Charlottesville, Stati Uniti Challenger 80 – 52 080 $ Cemento (i) – 32S/16Q/16D Singolare – Doppio | Stefan Kozlov 6–2, 6–3                                      | Aleksandar Vukic                                  | Jeffrey John Wolf Brayden Schnur            | Prajnesh Gunneswaran Emilio Nava Thai-Son Kwiatkowski Jack Sock                   |
| 1º novembre | Charlottesville Men's Pro Challenger Charlottesville, Stati Uniti Challenger 80 – 52 080 $ Cemento (i) – 32S/16Q/16D Singolare – Doppio | William Blumberg Max Schnur 3–6, 6–1, [14–12]               | Treat Conrad Huey Frederik Nielsen                | Jeffrey John Wolf Brayden Schnur            | Prajnesh Gunneswaran Emilio Nava Thai-Son Kwiatkowski Jack Sock                   |
| 1º novembre | Internazionali di Tennis di Bergamo Bergamo, Italia Challenger 80 – 44 820 € Cemento (i) – 32S/16Q/16D Singolare – Doppio               | Holger Rune 7–5, 7–6(6)                                     | Cem İlkel                                         | Alex Molčan Fábián Marozsán                 | Zdeněk Kolář Liam Broady Dennis Novak Damir Džumhur                               |
| 1º novembre | Internazionali di Tennis di Bergamo Bergamo, Italia Challenger 80 – 44 820 € Cemento (i) – 32S/16Q/16D Singolare – Doppio               | Zdeněk Kolář Jiří Lehečka 6–4, 6–4                          | Lloyd Glasspool Harri Heliövaara                  | Alex Molčan Fábián Marozsán                 | Zdeněk Kolář Liam Broady Dennis Novak Damir Džumhur                               |
| 1º novembre | Challenger Eckental Eckental, Germania Challenger 80 – 44 820 € Sintetico (i) – 32S/16Q/16D Singolare – Doppio                          | Daniel Masur 6–4, 6–4                                       | Maxime Cressy                                     | Marc-Andrea Hüsler Tomáš Macháč             | Ramkumar Ramanathan Jiří Veselý Dominic Stricker Jordan Thompson                  |
| 1º novembre | Challenger Eckental Eckental, Germania Challenger 80 – 44 820 € Sintetico (i) – 32S/16Q/16D Singolare – Doppio                          | Roman Jebavý Jonny O'Mara 6–4, 7–5                          | Ruben Bemelmans Daniel Masur                      | Marc-Andrea Hüsler Tomáš Macháč             | Ramkumar Ramanathan Jiří Veselý Dominic Stricker Jordan Thompson                  |
| 1º novembre | Challenger Ciudad de Guayaquil Guayaquil, Ecuador Challenger 80 – 52 080 $ Terra rossa – 32S/16Q/16D Singolare – Doppio                 | Alejandro Tabilo 6–1, 7–5                                   | Jesper de Jong                                    | Thiago Seyboth Wild Tomás Martín Etcheverry | Daniel Elahi Galán Facundo Bagnis Gonçalo Oliveira Nicolás Kicker                 |
| 1º novembre | Challenger Ciudad de Guayaquil Guayaquil, Ecuador Challenger 80 – 52 080 $ Terra rossa – 32S/16Q/16D Singolare – Doppio                 | Jesper de Jong Bart Stevens 7–5, 6–2                        | Diego Hidalgo Cristian Rodríguez                  | Thiago Seyboth Wild Tomás Martín Etcheverry | Daniel Elahi Galán Facundo Bagnis Gonçalo Oliveira Nicolás Kicker                 |
| 1º novembre | Tenerife Challenger Tenerife, Spagna Challenger 80 – 44 820 € Cemento – 32S/16Q/16D Singolare – Doppio                                  | Tallon Griekspoor 6–4, 6–4                                  | Feliciano López                                   | Fernando Verdasco Andrej Kuznecov           | Altuğ Çelikbilek Nuno Borges João Sousa Ryan Peniston                             |
| 1º novembre | Tenerife Challenger Tenerife, Spagna Challenger 80 – 44 820 € Cemento – 32S/16Q/16D Singolare – Doppio                                  | Nuno Borges Francisco Cabral 6–3, 6–4                       | Jeevan Nedunchezhiyan Purav Raja                  | Fernando Verdasco Andrej Kuznecov           | Altuğ Çelikbilek Nuno Borges João Sousa Ryan Peniston                             |
| 8 novembre  | Open International de tennis de Roanne Roanne, Francia Challenger 100 – 88 520 € Cemento (i) – 32S/16Q/16D Singolare – Doppio           | Hugo Grenier 6–2, 6–3                                       | Hiroki Moriya                                     | Manuel Guinard Mathias Bourgue              | Andrea Arnaboldi Jelle Sels Arthur Cazaux Radu Albot                              |
| 8 novembre  | Open International de tennis de Roanne Roanne, Francia Challenger 100 – 88 520 € Cemento (i) – 32S/16Q/16D Singolare – Doppio           | Lloyd Glasspool Harri Heliövaara 7–6(5), 6(5)–7, [12–10]    | Romain Arneodo Albano Olivetti                    | Manuel Guinard Mathias Bourgue              | Andrea Arnaboldi Jelle Sels Arthur Cazaux Radu Albot                              |
| 8 novembre  | Slovak Open Bratislava, Slovacchia Challenger 90 – 66 640 € Cemento (i) – 32S/16Q/16D Singolare – Doppio                                | Tallon Griekspoor 6–3, 6–2                                  | Zsombor Piros                                     | Stefano Travaglia Alex Molčan               | Maximilian Marterer Frederico Ferreira Silva Jiří Lehečka Damir Džumhur           |
| 8 novembre  | Slovak Open Bratislava, Slovacchia Challenger 90 – 66 640 € Cemento (i) – 32S/16Q/16D Singolare – Doppio                                | Filip Horanský Serhij Stachovs'kyj 6–4, 6–4                 | Denys Molčanov Oleksandr Nedovjesov               | Stefano Travaglia Alex Molčan               | Maximilian Marterer Frederico Ferreira Silva Jiří Lehečka Damir Džumhur           |
| 8 novembre  | Knoxville Challenger Knoxville, Stati Uniti Challenger 80 – 52 080 $ Cemento (i) – 32S/16Q/16D Singolare – Doppio                       | Christopher Eubanks 6–3, 6–4                                | Daniel Altmaier                                   | Michael Mmoh Bjorn Fratangelo               | Christian Harrison Emilio Nava Aidan McHugh Jack Sock                             |
| 8 novembre  | Knoxville Challenger Knoxville, Stati Uniti Challenger 80 – 52 080 $ Cemento (i) – 32S/16Q/16D Singolare – Doppio                       | Malek Jaziri Blaž Rola 3–6, 6–3, [10–5]                     | Miguel Ángel Reyes Varela Hans Hach Verdugo       | Michael Mmoh Bjorn Fratangelo               | Christian Harrison Emilio Nava Aidan McHugh Jack Sock                             |
| 8 novembre  | Uruguay Open Montevideo, Uruguay Challenger 80 – 52 080 $ Terra rossa – 32S/16Q/16D Singolare – Doppio                                  | Hugo Dellien 6–0, 6–1                                       | Juan Ignacio Londero                              | Jaume Munar Federico Coria                  | Santiago Fa Rodríguez Taverna Facundo Bagnis Camilo Ugo Carabelli Thiago Monteiro |
| 8 novembre  | Uruguay Open Montevideo, Uruguay Challenger 80 – 52 080 $ Terra rossa – 32S/16Q/16D Singolare – Doppio                                  | Rafael Matos Felipe Meligeni Alves 6–4, 6–4                 | Ignacio Carou Luciano Darderi                     | Jaume Munar Federico Coria                  | Santiago Fa Rodríguez Taverna Facundo Bagnis Camilo Ugo Carabelli Thiago Monteiro |
| 8 novembre  | Internazionali Tennis Val Gardena Südtirol Ortisei, Italia Challenger 80 – 44 820 € Cemento (i) – 32S/16Q/16D Singolare – Doppio        | Oscar Otte 7–6(5), 6–4                                      | Maxime Cressy                                     | Mirza Bašić Jack Draper                     | Marius Copil Vitaliy Sachko Federico Gaio Ryan Peniston                           |
| 8 novembre  | Internazionali Tennis Val Gardena Südtirol Ortisei, Italia Challenger 80 – 44 820 € Cemento (i) – 32S/16Q/16D Singolare – Doppio        | Antonio Šančić Tristan-Samuel Weissborn 7–6(8), 4–6, [10–8] | Lucas Miedler Alexander Erler                     | Mirza Bašić Jack Draper                     | Marius Copil Vitaliy Sachko Federico Gaio Ryan Peniston                           |
| 15 novembre | Teréga Open Pau-Pyrénées Pau, Francia Challenger 100 – 88 520 € Cemento (i) – 32S/16Q/16D Singolare – Doppio                            | Radu Albot 6–2, 7–6(5)                                      | Jiří Lehečka                                      | Serhij Stachovs'kyj Holger Rune             | Norbert Gombos Harold Mayot Feliciano López Maxime Cressy                         |
| 15 novembre | Teréga Open Pau-Pyrénées Pau, Francia Challenger 100 – 88 520 € Cemento (i) – 32S/16Q/16D Singolare – Doppio                            | Romain Arneodo Tristan-Samuel Weissborn 6–4, 6–2            | Aisam-ul-Haq Qureshi David Vega Hernández         | Serhij Stachovs'kyj Holger Rune             | Norbert Gombos Harold Mayot Feliciano López Maxime Cressy                         |
| 15 novembre | Tali Open Helsinki, Finlandia Challenger 80 – 44 820 € Cemento (i) – 32S/16Q/16D Singolare – Doppio                                     | Alex Molčan 6–3, 6–2                                        | João Sousa                                        | Aleksandr Ševčenko Henri Laaksonen          | Mats Moraing Oscar Otte Liam Broady Nikola Milojević                              |
| 15 novembre | Tali Open Helsinki, Finlandia Challenger 80 – 44 820 € Cemento (i) – 32S/16Q/16D Singolare – Doppio                                     | Alexander Erler Lucas Miedler 6–3, 7–6(2)                   | Harri Heliövaara Jean-Julien Rojer                | Aleksandr Ševčenko Henri Laaksonen          | Mats Moraing Oscar Otte Liam Broady Nikola Milojević                              |
| 15 novembre | Campeonato Internacional de Tênis de Campinas Campinas, Brasile Challenger 80 – 52 080 $ Terra rossa – 32S/16Q/16D Singolare – Doppio   | Sebastián Báez 6–1, 6–4                                     | Thiago Monteiro                                   | Tomás Martín Etcheverry Francisco Cerúndolo | Nicolás Jarry Timofej Skatov Juan Manuel Cerúndolo Santiago Fa Rodríguez Taverna  |
| 15 novembre | Campeonato Internacional de Tênis de Campinas Campinas, Brasile Challenger 80 – 52 080 $ Terra rossa – 32S/16Q/16D Singolare – Doppio   | Rafael Matos Felipe Meligeni Alves 6–3, 6–1                 | Gilbert Klier Júnior Matheus Pucinelli de Almeida | Tomás Martín Etcheverry Francisco Cerúndolo | Nicolás Jarry Timofej Skatov Juan Manuel Cerúndolo Santiago Fa Rodríguez Taverna  |
| 15 novembre | Champaign-Urbana Challenger Champaign, Stati Uniti Challenger 80 – 52 080 $ Cemento (i) – 32S/16Q/16D Singolare – Doppio                | Stefan Kozlov 5–7, 6–3, 6–4                                 | Aleksandar Vukic                                  | Yosuke Watanuki Jeffrey John Wolf           | Ben Shelton Vasil Kirkov Gō Soeda Mitchell Krueger                                |
| 15 novembre | Champaign-Urbana Challenger Champaign, Stati Uniti Challenger 80 – 52 080 $ Cemento (i) – 32S/16Q/16D Singolare – Doppio                | Nathaniel Lammons Jackson Withrow 6–4, 3–6, [10–6]          | Treat Conrad Huey Max Schnur                      | Yosuke Watanuki Jeffrey John Wolf           | Ben Shelton Vasil Kirkov Gō Soeda Mitchell Krueger                                |
| 22 novembre | Open Città di Bari Bari, Italia Challenger 80 – 44 820 € Cemento – 32S/16Q/16D Singolare – Doppio                                       | Oscar Otte 7–5, 7–5                                         | Daniel Masur                                      | Thomas Fabbiano Andrea Vavassori            | Raul Brancaccio Flavio Cobolli Luca Nardi Filippo Baldi                           |
| 22 novembre | Open Città di Bari Bari, Italia Challenger 80 – 44 820 € Cemento – 32S/16Q/16D Singolare – Doppio                                       | Lloyd Glasspool Harri Heliövaara 6–3, 6–0                   | Andrea Vavassori David Vega Hernández             | Thomas Fabbiano Andrea Vavassori            | Raul Brancaccio Flavio Cobolli Luca Nardi Filippo Baldi                           |
| 22 novembre | Aberto da República Brasilia, Brasile Challenger 80 – 52 080 $ Terra rossa – 32S/16Q/16D Singolare – Doppio                             | Federico Coria 7–5, 6–3                                     | Jaume Munar                                       | Francisco Cerúndolo Pedro Cachín            | Juan Ignacio Londero Hernán Casanova Nicolás Kicker Thiago Seyboth Wild           |
| 22 novembre | Aberto da República Brasilia, Brasile Challenger 80 – 52 080 $ Terra rossa – 32S/16Q/16D Singolare – Doppio                             | Mateus Alves Gustavo Heide 6–3, 6–3                         | Luciano Darderi Genaro Alberto Olivieri           | Francisco Cerúndolo Pedro Cachín            | Juan Ignacio Londero Hernán Casanova Nicolás Kicker Thiago Seyboth Wild           |
| 22 novembre | Bahrain Ministry Of Interior Tennis Challenger Manama, Bahrein Challenger 80 – 52 080 $ Cemento – 32S/16Q/16D Singolare – Doppio        | Ramkumar Ramanathan 6–1, 6–4                                | Evgenij Karlovskij                                | Jay Clarke Yankı Erel                       | Gonçalo Oliveira Alexandar Lazarov Ryan Peniston Nuno Borges                      |
| 22 novembre | Bahrain Ministry Of Interior Tennis Challenger Manama, Bahrein Challenger 80 – 52 080 $ Cemento – 32S/16Q/16D Singolare – Doppio        | Nuno Borges Francisco Cabral 7–5, 6(5)–7, [10–8]            | Maximilian Neuchrist Michail Pervolarakis         | Jay Clarke Yankı Erel                       | Gonçalo Oliveira Alexandar Lazarov Ryan Peniston Nuno Borges                      |
| 22 novembre | Puerto Vallarta Open Puerto Vallarta, Messico Challenger 80 – 52 080 $ Cemento – 32S/16Q/16D Singolare – Doppio                         | Daniel Altmaier 6–3, 3–6, 6–3                               | Alejandro Tabilo                                  | Yosuke Watanuki Michael Mmoh                | Tatsuma Itō Kaichi Uchida Zachary Svajda Pablo Cuevas                             |
| 22 novembre | Puerto Vallarta Open Puerto Vallarta, Messico Challenger 80 – 52 080 $ Cemento – 32S/16Q/16D Singolare – Doppio                         | Gijs Brouwer Reese Stalder 6–4, 6–4                         | Hans Hach Verdugo Miguel Ángel Reyes Varela       | Yosuke Watanuki Michael Mmoh                | Tatsuma Itō Kaichi Uchida Zachary Svajda Pablo Cuevas                             |
| 29 novembre | São Paulo Open Tennis San Paolo del Brasile, Brasile Challenger 80 – 52 080 $ Terra rossa – 32S/16Q/16D Singolare – Doppio              | Juan Pablo Ficovich 6–3, 7–5                                | Luciano Darderi                                   | Nicolás Jarry Felipe Meligeni Alves         | Hugo Dellien Gustavo Heide Andrea Collarini Facundo Díaz Acosta                   |
| 29 novembre | São Paulo Open Tennis San Paolo del Brasile, Brasile Challenger 80 – 52 080 $ Terra rossa – 32S/16Q/16D Singolare – Doppio              | Nicolás Barrientos Alejandro Gómez Walkover                 | Rafael Matos Felipe Meligeni Alves                | Nicolás Jarry Felipe Meligeni Alves         | Hugo Dellien Gustavo Heide Andrea Collarini Facundo Díaz Acosta                   |
| 29 novembre | Città di Forlì II Forlì, Italia Challenger 80 – 44 820 € Cemento (i) – 32S/16Q/16D Singolare – Doppio                                   | Maxime Cressy 6–4, 6–2                                      | Matthias Bachinger                                | Jelle Sels Jurij Rodionov                   | Altuğ Çelikbilek Flavio Cobolli Julian Lenz Aleksej Vatutin                       |
| 29 novembre | Città di Forlì II Forlì, Italia Challenger 80 – 44 820 € Cemento (i) – 32S/16Q/16D Singolare – Doppio                                   | Antonio Šančić Tristan-Samuel Weissborn 7–6(4), 4–6, [10–7] | Lukáš Rosol Vitaliy Sachko                        | Jelle Sels Jurij Rodionov                   | Altuğ Çelikbilek Flavio Cobolli Julian Lenz Aleksej Vatutin                       |
| 29 novembre | Antalya Challenger III Adalia, Turchia Challenger 50 – 31 440 € Terra rossa – 32S/16Q/16D Singolare – Doppio                            | Nuno Borges 6–4, 6–3                                        | Ryan Peniston                                     | Eduard Esteve Lobato Javier Barranco Cosano | Filip Jianu Duje Ajduković Nick Hardt Ramkumar Ramanathan                         |
| 29 novembre | Antalya Challenger III Adalia, Turchia Challenger 50 – 31 440 € Terra rossa – 32S/16Q/16D Singolare – Doppio                            | Riccardo Bonadio Giovanni Fonio 3–6, 6–2, [12–10]           | Hsu Yu-hsiou Tseng Chun-hsin                      | Eduard Esteve Lobato Javier Barranco Cosano | Filip Jianu Duje Ajduković Nick Hardt Ramkumar Ramanathan                         |

### Dicembre
| Settimana   | Torneo | Campione                                    | Finalista                             | Semifinalisti                                | Eliminati ai quarti                                                              |
| ----------- | --- | ------------------------------------------- | ------------------------------------- | -------------------------------------------- | -------------------------------------------------------------------------------- |
| 6 dicembre  | Internazionali di Tennis Città di Forlì III Forlì, Italia Challenger 80 – 44 820 € Cemento (i) – 32S/16Q/16D Singolare – Doppio | Pavel Kotov 6–4, 6–3                        | Andrea Arnaboldi                      | Luca Nardi Vitaliy Sachko                    | Maxime Cressy Mirza Bašić Michail Pervolarakis Aldin Šetkić                      |
| 6 dicembre  | Internazionali di Tennis Città di Forlì III Forlì, Italia Challenger 80 – 44 820 € Cemento (i) – 32S/16Q/16D Singolare – Doppio | Alexander Erler Lucas Miedler 6–4, 6–2      | Sergio Martos Gornés Marco Bortolotti | Luca Nardi Vitaliy Sachko                    | Maxime Cressy Mirza Bašić Michail Pervolarakis Aldin Šetkić                      |
| 6 dicembre  | Maia Challenger I Maia, Portogallo Challenger 80 – 44 820 € Terra rossa (i) – 32S/16Q/16D Singolare – Doppio                    | Geoffrey Blancaneaux 3–6, 6–3, 6–2          | Tseng Chun-hsin                       | Nuno Borges Andrej Martin                    | Calvin Hemery Gastão Elias Kimmer Coppejans Louis Wessels                        |
| 6 dicembre  | Maia Challenger I Maia, Portogallo Challenger 80 – 44 820 € Terra rossa (i) – 32S/16Q/16D Singolare – Doppio                    | Nuno Borges Francisco Cabral 6–3, 6–4       | Gonçalo Oliveira Andrej Martin        | Nuno Borges Andrej Martin                    | Calvin Hemery Gastão Elias Kimmer Coppejans Louis Wessels                        |
| 6 dicembre  | Florianópolis Challenger Florianópolis, Brasile Challenger 80 – 52 080 $ Terra rossa – 32S/16Q/16D Singolare – Doppio           | Igor Marcondes 6–2, 6–4                     | Hugo Dellien                          | Genaro Alberto Olivieri Juan Ignacio Londero | Daniel Dutra da Silva Nicolás Barrientos Facundo Juárez Pablo Cuevas             |
| 6 dicembre  | Florianópolis Challenger Florianópolis, Brasile Challenger 80 – 52 080 $ Terra rossa – 32S/16Q/16D Singolare – Doppio           | Nicolás Barrientos Alejandro Gómez 6–3, 6–3 | Rafael Matos Martín Cuevas            | Genaro Alberto Olivieri Juan Ignacio Londero | Daniel Dutra da Silva Nicolás Barrientos Facundo Juárez Pablo Cuevas             |
| 6 dicembre  | Antalya Challenger IV Adalia, Turchia Challenger 50 – 31 440 € Terra rossa – 32S/16Q/16D Singolare – Doppio                     | Evgenii Tiurnev 3–6, 6–4, 6–4               | Oleg Prihodko                         | Nerman Fatić Giovanni Fonio                  | Cem İlkel Nick Hardt Duje Ajduković Alexandar Lazarov                            |
| 6 dicembre  | Antalya Challenger IV Adalia, Turchia Challenger 50 – 31 440 € Terra rossa – 32S/16Q/16D Singolare – Doppio                     | Hsu Yu-hsiou Oleksii Krutykh 6–1, 7–6(5)    | Markos Kalovelonis Sanjar Fayziev     | Nerman Fatić Giovanni Fonio                  | Cem İlkel Nick Hardt Duje Ajduković Alexandar Lazarov                            |
| 13 dicembre | Maia Challenger II Maia, Portogallo Challenger 80 – 44 820 € Terra rossa (i) – 32S/16Q/16D Singolare – Doppio                   | Tseng Chun-hsin 5–7, 7–5, 6–2               | Nuno Borges                           | Andrej Martin Elliot Benchetrit              | Sebastian Fanselow Eduard Esteve Lobato Nikolás Sánchez Izquierdo Elmar Ejupović |
| 13 dicembre | Maia Challenger II Maia, Portogallo Challenger 80 – 44 820 € Terra rossa (i) – 32S/16Q/16D Singolare – Doppio                   | Nuno Borges Francisco Cabral 6–4, 7–5       | Piotr Matuszewski David Pichler       | Andrej Martin Elliot Benchetrit              | Sebastian Fanselow Eduard Esteve Lobato Nikolás Sánchez Izquierdo Elmar Ejupović |
| 13 dicembre | Rio Tennis Classic Rio de Janeiro, Brasile Challenger 80 – 52 080 $ Cemento – 32S/16Q/16D Singolare – Doppio                    | Kaichi Uchida 3–6, 6–3, 7–6(3)              | Nicolás Álvarez Varona                | Gabriel Decamps Nicolás Kicker               | Thiago Seyboth Wild Daniel Dutra da Silva Roy Smith Mateus Alves                 |
| 13 dicembre | Rio Tennis Classic Rio de Janeiro, Brasile Challenger 80 – 52 080 $ Cemento – 32S/16Q/16D Singolare – Doppio                    | Orlando Luz Rafael Matos 6–3, 7–6(2)        | James Cerretani Fernando Romboli      | Gabriel Decamps Nicolás Kicker               | Thiago Seyboth Wild Daniel Dutra da Silva Roy Smith Mateus Alves                 |

## Assegnazione dei punti
I punti per il ranking ATP sono stati assegnati come dalla seguente tabella:
- NB: aggiornato alla revisione ATP del 9 marzo 2021

| Categoria del torneo | Singolare | Singolare | Singolare | Singolare | Singolare | Singolare | Singolare | Singolare | Doppio | Doppio | Doppio | Doppio | Doppio |
| Categoria del torneo | V         | F         | SF        | QF        | R16       | R32       | Q2        | Q         | V      | F      | SF     | QF     | R16    |
| -------------------- | --------- | --------- | --------- | --------- | --------- | --------- | --------- | --------- | ------ | ------ | ------ | ------ | ------ |
| Challenger 125       | 125       | 75        | 45        | 25        | 10        | 0         | 5         | 2         | 125    | 75     | 45     | 25     | 0      |
| Challenger 110       | 110       | 65        | 40        | 20        | 9         | 0         | 5         | 2         | 110    | 65     | 40     | 20     | 0      |
| Challenger 100       | 100       | 60        | 35        | 18        | 8         | 0         | 5         | 2         | 100    | 60     | 35     | 18     | 0      |
| Challenger 90        | 90        | 55        | 33        | 17        | 8         | 0         | 5         | 2         | 90     | 55     | 33     | 17     | 0      |
| Challenger 80        | 80        | 48        | 29        | 15        | 7         | 0         | 4         | 2         | 80     | 48     | 29     | 15     | 0      |
| Challenger 50        | 50        | 30        | 15        | 7         | 4         | 0         | 2         | 1         | 50     | 30     | 15     | 7      | 0      |

## Statistiche
Aggiornate al 20 dicembre.

### Titoli vinti per giocatore
| Titoli | Giocatore                 | Singolare | Doppio |
| ------ | ------------------------- | --------- | ------ |
| 8      | Tallon Griekspoor         | 8         | 0      |
| 8      | Orlando Luz               | 0         | 8      |
| 7      | Benjamin Bonzi            | 6         | 1      |
| 7      | Zdeněk Kolář              | 3         | 4      |
| 7      | Nuno Borges               | 1         | 6      |
| 7      | Rafael Matos              | 0         | 7      |
| 7      | Oleksandr Nedovjesov      | 0         | 7      |
| 6      | Sebastián Báez            | 6         | 0      |
| 6      | Francisco Cabral          | 0         | 6      |
| 5      | Stefan Kozlov             | 3         | 2      |
| 5      | Jiří Lehečka              | 2         | 3      |
| 5      | Jesper de Jong            | 1         | 4      |
| 5      | Sadio Doumbia             | 0         | 5      |
| 5      | Felipe Meligeni Alves     | 0         | 5      |
| 5      | Denys Molčanov            | 0         | 5      |
| 5      | Fabien Reboul             | 0         | 5      |
| 4      | Holger Rune               | 4         | 0      |
| 4      | Oscar Otte                | 3         | 1      |
| 4      | Nicolás Jarry             | 2         | 2      |
| 4      | Daniel Masur              | 2         | 2      |
| 4      | Nicolás Barrientos        | 0         | 4      |
| 4      | Sergio Galdós             | 0         | 4      |
| 4      | Lloyd Glasspool           | 0         | 4      |
| 4      | Harri Heliövaara          | 0         | 4      |
| 4      | Nathaniel Lammons         | 0         | 4      |
| 4      | Matt Reid                 | 0         | 4      |
| 4      | Antonio Šančić            | 0         | 4      |
| 4      | Max Schnur                | 0         | 4      |
| 4      | Tristan-Samuel Weissborn  | 0         | 4      |
| 3      | Daniel Altmaier           | 3         | 0      |
| 3      | Zizou Bergs               | 3         | 0      |
| 3      | Jenson Brooksby           | 3         | 0      |
| 3      | Juan Manuel Cerúndolo     | 3         | 0      |
| 3      | Carlos Taberner           | 3         | 0      |
| 3      | Tomás Martín Etcheverry   | 2         | 1      |
| 3      | Christopher Eubanks       | 2         | 1      |
| 3      | Mitchell Krueger          | 2         | 1      |
| 3      | Alex Molčan               | 2         | 1      |
| 3      | Mats Moraing              | 2         | 1      |
| 3      | Ruben Bemelmans           | 1         | 2      |
| 3      | Blaž Rola                 | 1         | 2      |
| 3      | William Blumberg          | 0         | 3      |
| 3      | Alexander Erler           | 0         | 3      |
| 3      | Alejandro Gómez           | 0         | 3      |
| 3      | Hsu Yu-hsiou              | 0         | 3      |
| 3      | Roman Jebavý              | 0         | 3      |
| 3      | Evan King                 | 0         | 3      |
| 3      | Luis David Martínez       | 0         | 3      |
| 3      | Lucas Miedler             | 0         | 3      |
| 3      | Gonçalo Oliveira          | 0         | 3      |
| 3      | Marc Polmans              | 0         | 3      |
| 3      | Vitaliy Sachko            | 0         | 3      |
| 3      | Serhij Stachovs'kyj       | 0         | 3      |
| 3      | Tim van Rijthoven         | 0         | 3      |
| 3      | Andrea Vavassori          | 0         | 3      |
| 3      | David Vega Hernández      | 0         | 3      |
| 3      | Szymon Walków             | 0         | 3      |
| 3      | Jackson Withrow           | 0         | 3      |
| 3      | Jan Zieliński             | 0         | 3      |
| 2      | Franco Agamenone          | 2         | 0      |
| 2      | Altuğ Çelikbilek          | 2         | 0      |
| 2      | Federico Coria            | 2         | 0      |
| 2      | Hugo Dellien              | 2         | 0      |
| 2      | Brandon Nakashima         | 2         | 0      |
| 2      | Evgenii Tiurnev           | 2         | 0      |
| 2      | Juan Pablo Varillas       | 2         | 0      |
| 2      | Bernabé Zapata Miralles   | 2         | 0      |
| 2      | Radu Albot                | 1         | 1      |
| 2      | Facundo Bagnis            | 1         | 1      |
| 2      | Pedro Cachín              | 1         | 1      |
| 2      | Enzo Couacaud             | 1         | 1      |
| 2      | Pablo Cuevas              | 1         | 1      |
| 2      | Gerald Melzer             | 1         | 1      |
| 2      | Facundo Mena              | 1         | 1      |
| 2      | Ramkumar Ramanathan       | 1         | 1      |
| 2      | Jack Sock                 | 1         | 1      |
| 2      | Dominic Stricker          | 1         | 1      |
| 2      | Thiago Agustín Tirante    | 1         | 1      |
| 2      | Giulio Zeppieri           | 1         | 1      |
| 2      | Andre Begemann            | 0         | 2      |
| 2      | Marco Bortolotti          | 0         | 2      |
| 2      | Dustin Brown              | 0         | 2      |
| 2      | Guillermo Durán           | 0         | 2      |
| 2      | Robert Galloway           | 0         | 2      |
| 2      | André Göransson           | 0         | 2      |
| 2      | Manuel Guinard            | 0         | 2      |
| 2      | Quentin Halys             | 0         | 2      |
| 2      | Christian Harrison        | 0         | 2      |
| 2      | Diego Hidalgo             | 0         | 2      |
| 2      | Alex Lawson               | 0         | 2      |
| 2      | Julian Lenz               | 0         | 2      |
| 2      | Benjamin Lock             | 0         | 2      |
| 2      | Sergio Martos Gornés      | 0         | 2      |
| 2      | Andrés Molteni            | 0         | 2      |
| 2      | Albano Olivetti           | 0         | 2      |
| 2      | Peter Polansky            | 0         | 2      |
| 2      | Roberto Quiroz            | 0         | 2      |
| 2      | Hunter Reese              | 0         | 2      |
| 2      | Miguel Ángel Reyes Varela | 0         | 2      |
| 2      | Cristian Rodríguez        | 0         | 2      |
| 2      | Bart Stevens              | 0         | 2      |
| 2      | Sem Verbeek               | 0         | 2      |
| 2      | Igor Zelenay              | 0         | 2      |

### Titoli vinti per nazione
| Titoli | Nazione       | Singolare | Doppio |
| ------ | ------------- | --------- | ------ |
| 41     | Stati Uniti   | 19        | 22     |
| 28     | Argentina     | 20        | 8      |
| 23     | Francia       | 11        | 12     |
| 20     | Germania      | 10        | 10     |
| 18     | Paesi Bassi   | 9         | 9      |
| 17     | Rep. Ceca     | 8         | 9      |
| 17     | Italia        | 8         | 9      |
| 16     | Spagna        | 11        | 5      |
| 15     | Brasile       | 2         | 13     |
| 13     | Ucraina       | 1         | 12     |
| 11     | Australia     | 5         | 6      |
| 11     | Portogallo    | 2         | 9      |
| 9      | Austria       | 1         | 8      |
| 8      | Slovacchia    | 3         | 5      |
| 8      | Gran Bretagna | 1         | 7      |
| 8      | Kazakistan    | 1         | 7      |
| 7      | Colombia      | 0         | 7      |
| 6      | Belgio        | 4         | 2      |
| 6      | Cile          | 4         | 2      |
| 6      | Perù          | 2         | 4      |
| 5      | Svizzera      | 2         | 3      |
| 5      | Ecuador       | 1         | 4      |
| 5      | Polonia       | 1         | 4      |
| 5      | Croazia       | 0         | 5      |
| 4      | Danimarca     | 4         | 0      |
| 4      | Russia        | 4         | 0      |
| 4      | Taipei cinese | 1         | 3      |
| 4      | Finlandia     | 0         | 4      |
| 3      | India         | 1         | 2      |
| 3      | Slovenia      | 1         | 2      |
| 3      | Canada        | 0         | 3      |
| 3      | Messico       | 0         | 3      |
| 3      | Venezuela     | 0         | 3      |
| 2      | Bolivia       | 2         | 0      |
| 2      | Turchia       | 2         | 0      |
| 2      | Moldavia      | 1         | 1      |
| 2      | Uruguay       | 1         | 1      |
| 2      | Monaco        | 0         | 2      |
| 2      | Svezia        | 0         | 2      |
| 2      | Zimbabwe      | 0         | 2      |
| 1      | Bulgaria      | 1         | 0      |
| 1      | Giappone      | 1         | 0      |
| 1      | Corea del Sud | 1         | 0      |
| 1      | Serbia        | 1         | 0      |
| 1      | Filippine     | 0         | 1      |
| 1      | Grecia        | 0         | 1      |
| 1      | Nuova Zelanda | 0         | 1      |
| 1      | Romania       | 0         | 1      |
| 1      | Sudafrica     | 0         | 1      |
| 1      | Tunisia       | 0         | 1      |